# Ságvár
Ságvár (latinul: Tricciana, németül: Schleugberg am Plattensee) község Somogy vármegyében, a Siófoki járásban. A Dunántúl egyik legrégebben alapított települése, közel kétezer éve lakják a területet. Erdei tanösvényei, hangulatos elhelyezkedése és a Balatonhoz való közelsége miatt a mai napig népszerű hely. Siófoktól légvonalban mindössze 4 km-re délre, Kaposvártól 60 km-re északkeletre, Veszprémtől 30 km-re délkeletre, a Balaton partjától mindössze 10 km-re helyezkedik el.
Az utóbbi évtizedben lakosainak száma dinamikus növekedésbe kezdett, köszönhetően folyamatos fejlődésének. A 2005-ben alakult Ságvárért Egyesület révén indultak útjaikra a Löszölő-Tökölő Teljesítménytúrák, melyeknek útvonala érinti a falu, illetve környékének különleges és nevezetes pontjait, mint például a Bujó-lik, a 12-es szoba, a Képes-fa, illetve a Böre-vár. A település, falu létére egészen fejlett, illetve felszerelt. Számtalan üzlet, gyógyszertár található a Fő út mentén, továbbá rendelkezik saját általános iskolával, gyermek háziorvosi szolgálattal, illetve saját postával és óvodával.
Dinamikus fejlődésének köszönhetően, illetve a falu és Siófok közötti területen tervben levő ipari park létesítése révén, számtalanszor felmerült Ságvár Siófokhoz csatolásának a terve.

## Fekvése
Siófoktól, illetve az M7-es autópályától 5 kilométerre délre fekszik a Szekszárd felé vezető 65-ös főút mellett.

Északról Siófok, keletről Siójut és Ádánd, délről Nyim és Torvaj, nyugatról pedig Lulla és Balatonendréd határolja. A keleti szomszédságában lévő településekkel és Balatonszabadival a 6403-as út köti össze. Siófokkal és Sommal kerékpárút is összekapcsolja.

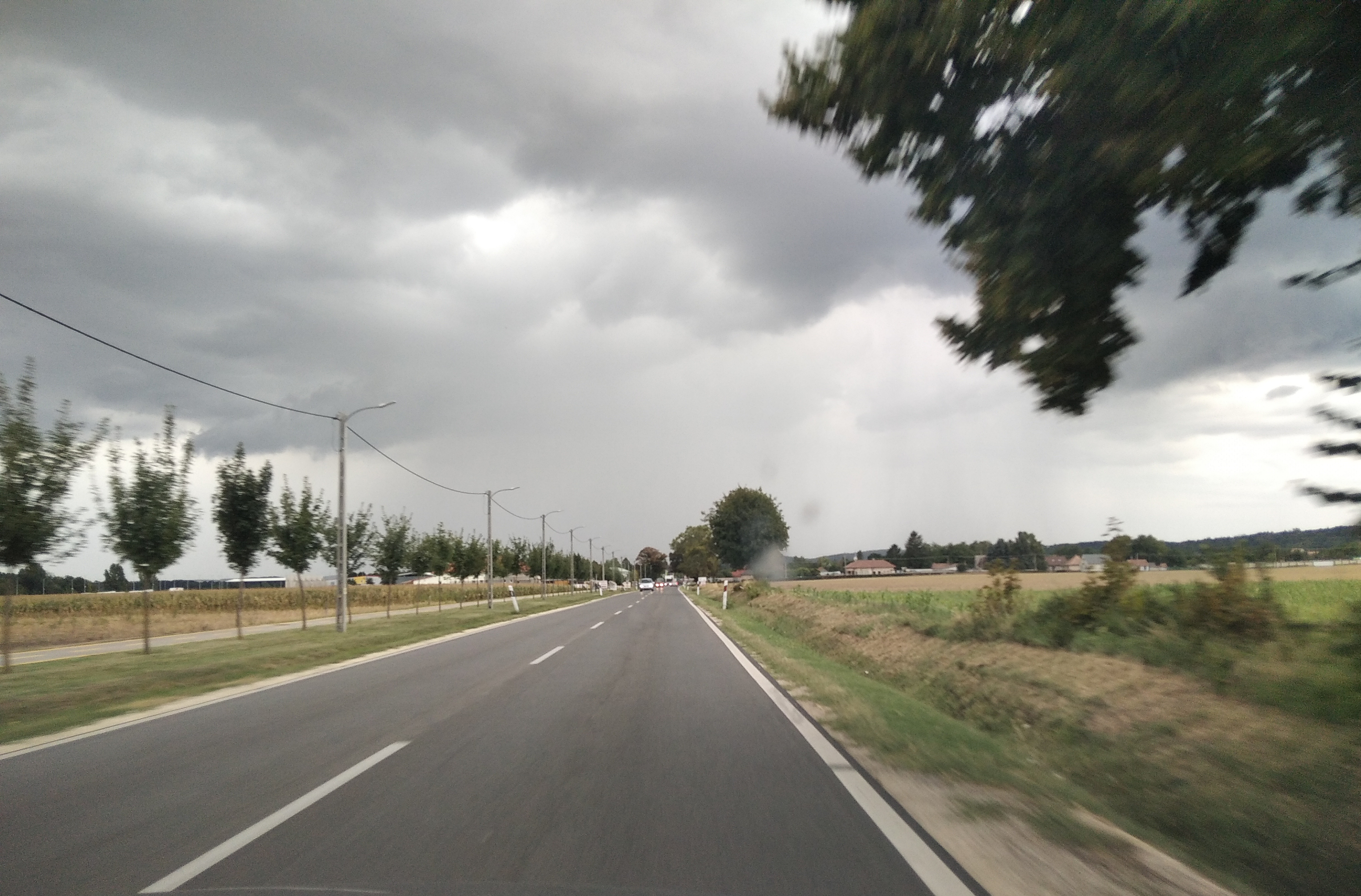
A 65-ös főút, Ságvár a háttérben

A település területén található a Landor-hegy (229 m), a Malom-hegy (272 m) illetve a Böre-vár (279 m), amely utóbbiak a Külső-Somogy dombvidékének legmagasabb felszíni kiemelkedései közé tartoznak, de nincs messze tőle a Nyim területén emelkedő, 268 m magas Nagyhegy, illetve a Lulla területén magasodó, 288 m-es Flóra-hegy sem.

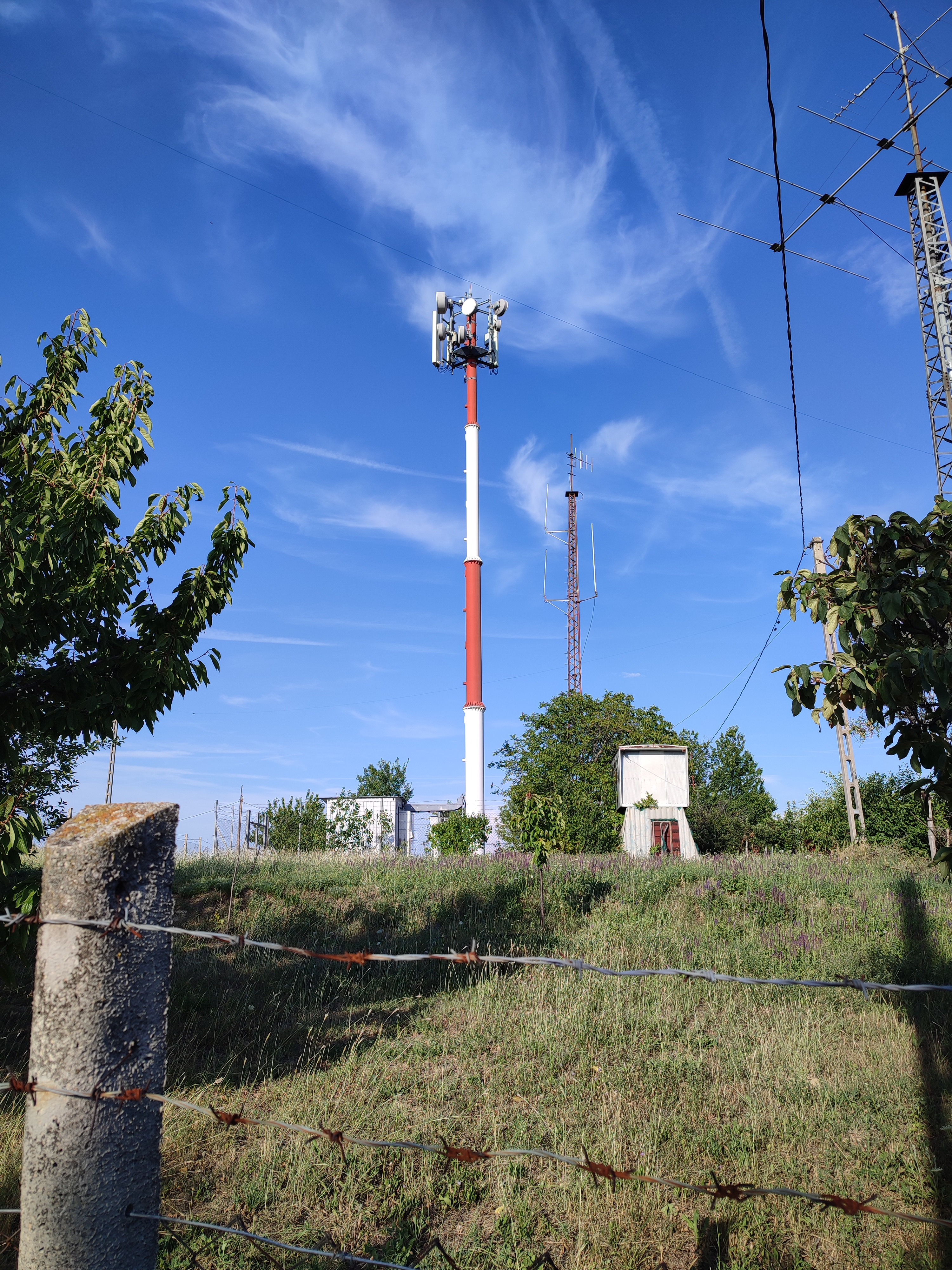
A lándor-hegyi adótorony

Közelében található, a Siófokhoz tartozó Balatonkiliti és Ságvár közt az LHSK Siófok-Kiliti repülőtér.

### Vízrajz

#### Jaba
A somogy vármegyei Pusztaszemesen ered, forrásának vízrajzi érdekessége pedig az, hogy a terület kb. 200-220 méteres tengerszint feletti magasságban választja el a kőröshegyi Séd-patakot, illetve a Jabát mely eleinte dél felé, majd keleti irányban folyik. Forrásuk a pusztaszemesi völgyben egymástól kb. 200-300 méterre van. A forrástól a patak Bálványos keleti határán halad tovább, majd kb. 10 kilométert megtéve érkezik Lulla községéhez. Ezután lép be Ságvár területére. Közvetlenül Alirét mellett halad el, majd folyik tovább az általa kialakított Jaba-völgyön keresztül Kömpe területére. Ezután fordul északi irányba, ahol belefolyik a Halastóba, majd végül Ádánd község határában torkollik bele a Kis-Koppányba (annak bal oldali mellékvize), mellyel egyesülve ugyancsak Ádánd keleti határában a Sióba torkollik, így a Sió vízgyűjtő területhez tartozó Jaba-patak a Duna közvetítésével végsősoron a Fekete-tenger vízgyűjtőjéhez tartozik.

#### Nyimi-patak
A déli szomszédságban lévő Nyim községéből eredő kis patak, a községben áthaladva fordul északi irányba, majd ömlik bele a Jaba-patakba.

#### Jaba-halastó
Kis méretű halastó Ságvár keleti részében, melyet a Jaba táplál. Élővilága háborítatlan, lápos-mocsaras részek alakultak ki a torkolat közelében

#### Csárda-réti-patak
Ságvár északi részéből eredő patak, mely északi irányban, Balatonkiliti felé folyik. Miután átfolyt a településen, a siófoki szennyvíztelepnél ömlik bele a Sióba.

## Címer

#### Leírása
Stilizált római úttal 3 részre osztott, alsó mezejében hasított, álló csücskös talpú tárcsapajzs. A címerpajzs felső kék mezejében a vágási vonalat követő zöld dombokon jobb oldalt stilizált arany római őrtorony, míg a mező bal oldalán tornyával jobbra fordult fehér templom helyezkedik el. Mindemellett a mező felső részében lebegő, hármas tagolású, arany szalagon fekete nagybetűs Ságvár felirat olvasható. A pajzs két alsó vörös mezejében hullámos kék pólya látható. A második mezőben jobb haránt helyzetű arany búzakalász, tőle jobbra zöld levéllel megrakott, lebegtetett arany szőlőfürt, továbbá a harmadik mezőben barna törzsű, zöld lombú fa áll.

#### Magyarázat
Ságvár területén feküdt egykor a Tricciana nevű római település, mely fontos állomása volt a Pécs (Sopianae) felől Győrbe (Arrabona) vezető hadiútnak. Erre utal a hármas útkereszteződés és a római őrtorony is. A templom a vallásosságot, fehér színe a tisztaságot jelképezi. A búzakalász és a szőlőfürt a fő foglalkozási ágat, a mezőgazdaságot, a zöld lombos fa pedig a természeti környezetet jeleníti meg.

## Története
Ságvár területén több történelmi korból is értékes leleteket találtak a régészek. A legkorábbiak tanúsága szerint itt már a kőkorszakban is települések voltak, mintegy 17 000 évvel ezelőtt rénszarvasvadászok éltek itt. Származnak leletek a bronz- és a rézkorból is, az első itteni, írott forrásból is ismert település pedig a kelta eredetű Tricciana volt. 

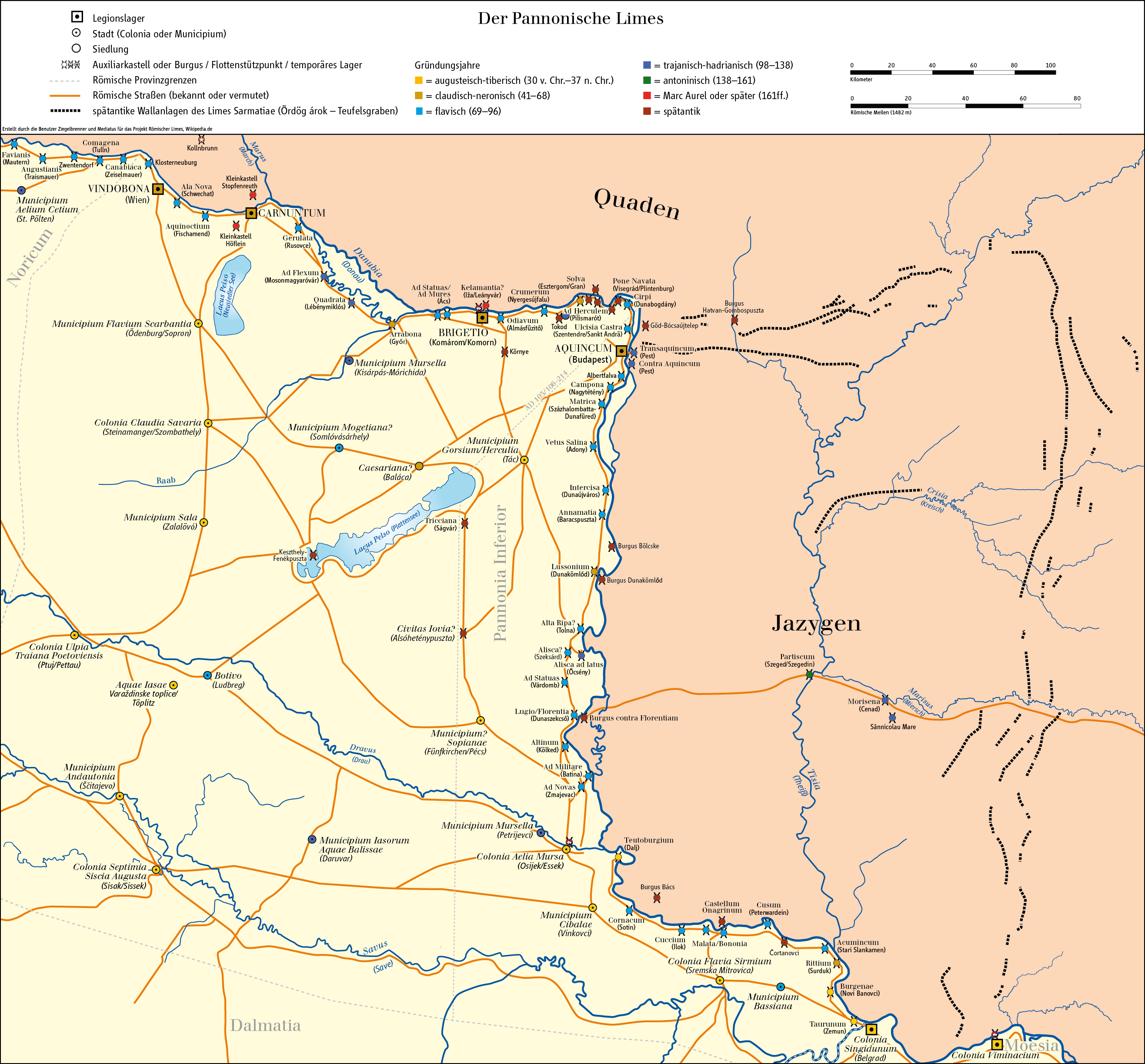
Tricciana a virágzó késő római Pannonia provincia belső erődjei (castrum) közé tartozott

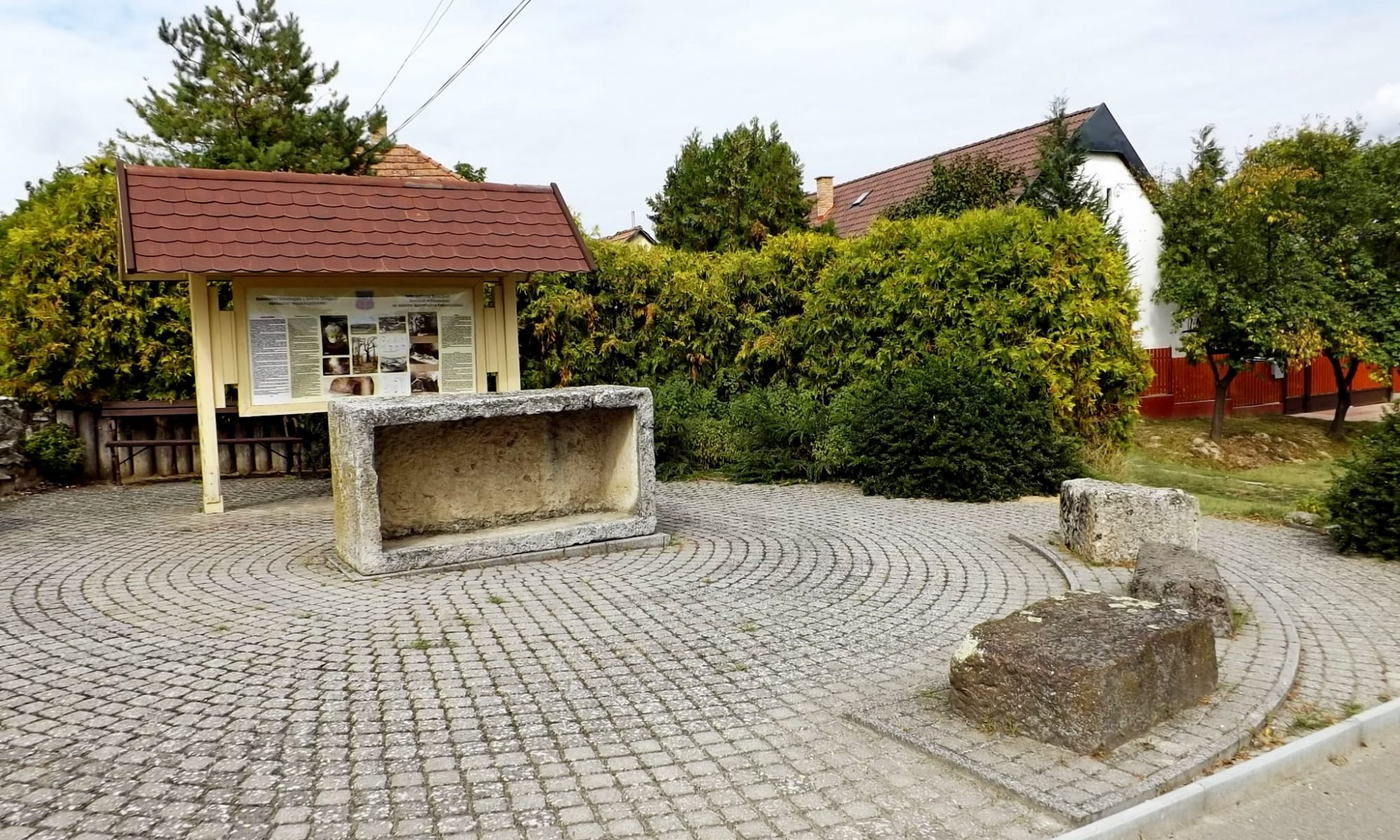
Római kőkoporsó a Tricciana parkban (a Tömlőc-hegyből előkerült kőszakofággal), melyet 2007-ben létesítettek

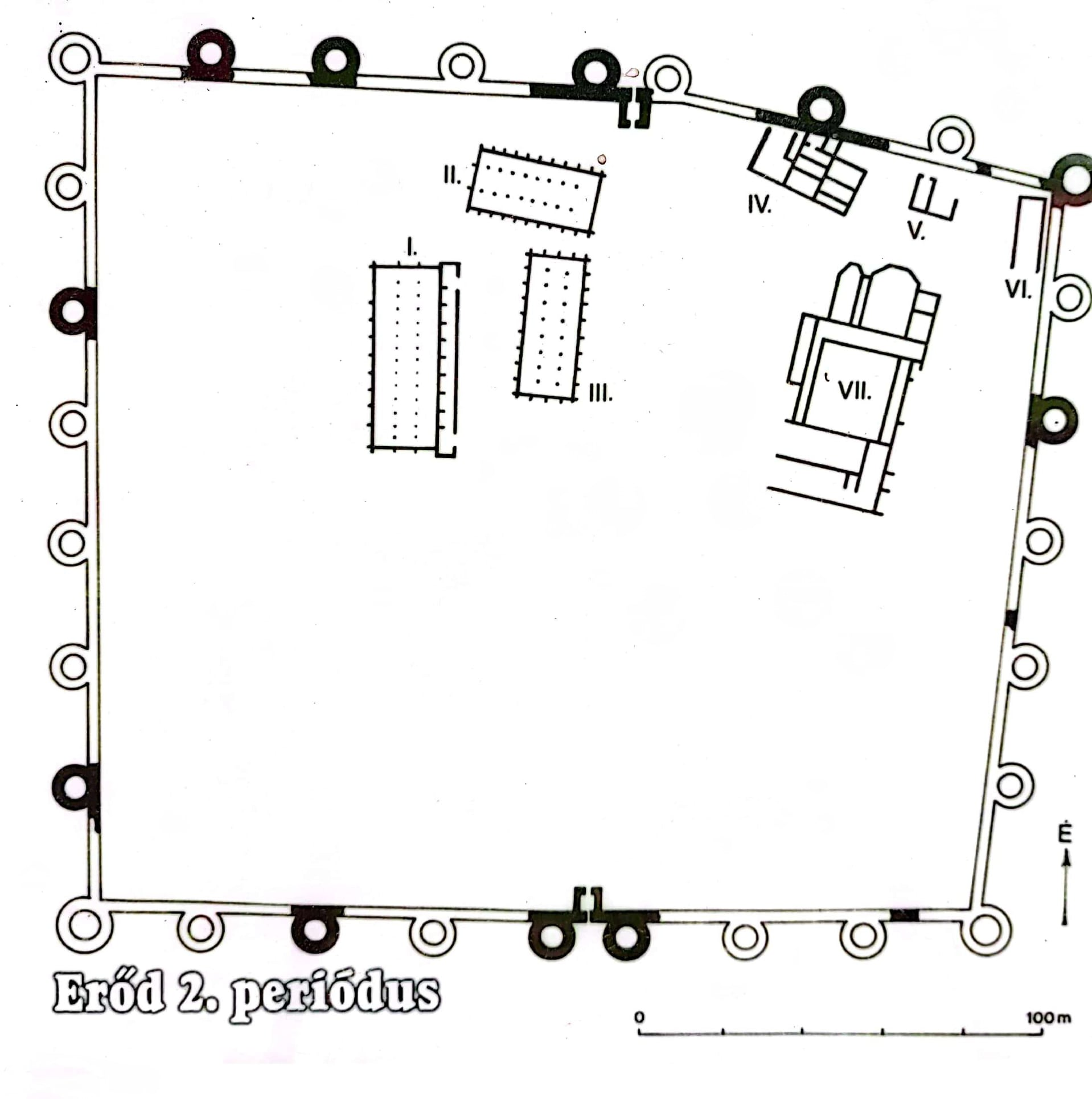
Tricciana erődje az ókorban

A római időkben fontos közlekedési csomópont helyezkedett el a mai Ságvár közelében: itt keresztezte egymást az Arrabonát és Sopianaét összekötő, valamint a mai Keszthely és Adony között húzódó út. Az egykori, közel 1 kilométer hosszú, 2,5 méter széles római kori várfalból ma már csak néhány méternyi látszik, a református templom előtti romkertben. Az erőd a 4. században leégett, a rómaiakat lassan más népek váltották fel. Egyes vélemények szerint a hunok, mások szerint a 9. század végén ide érkező magyarok egyik törzsét vezette Ság, akiről a település a nevét kapta.
A középkori Ság falu a mai településtől délnyugatra feküdt, lakói a 11-12. században egy kabar törzs tagjai voltak. 1038 és 1095 között a falu a pannonhalmi apátság birtoka volt, 1106-ban Álmos hercegé, később a dömösi monostoré. 1211-ben Ság neve szerepelt a tihanyi apátság összeírásában is, 1431 és 1447 között pedig a székesfehérvári őrkanonok és a johannita lovagok tulajdona volt. Ságvár néven (Sagwar írásmóddal) először 1460-ban jelent meg, ekkor Gáni Kristóf birtoka volt. 1536-ban a település 17 telekkel rendelkezett és a fehérvári káptalan tulajdonában állt, majd a török megszállás idején az endrédi náhije részét képezte. Vára több harc színhelye volt, a Tömlöc-hegy pedig onnan kapta nevét, hogy a törökök börtönt építettek ott. 1558-ban a tihanyi vár kapitánya, Takaró Mihály azt jelentette, hogy július 7-én „az terekek egy szentegyházat erősítettek meg. Rájuk üték... megvettem tőlük a tornyot.”

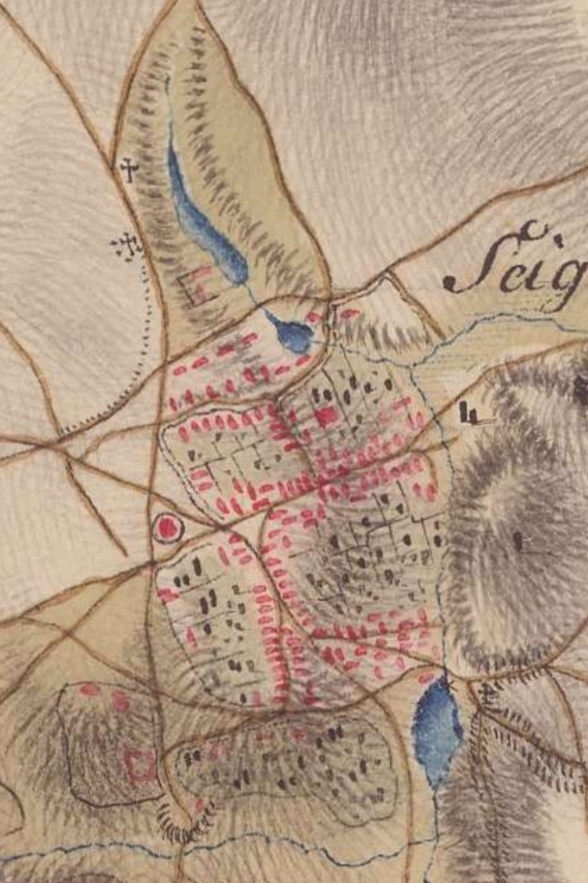
Ságvár egy 1782-ben készített térképen

1531-ben Török Bálint pártfogásával a megmaradt magyar lakosság a református hitre tért át. 1571-ben a település a török kincstár adólajstromában szerepelt 48 házzal, később 52-vel. 1646-ban egy feljegyzés az eklézsiáját már virágzó egyházként említi. 1715-ben az itt lakók új templomot építettek maguknak, ami helyett 1746-ban újabbat és erősebbet emeltek, de 1814
-ben ezt is lebontották, mivel megsüllyedt; az ezt követő években építették fel ma is álló templomukat. A katolikus templom a 18. század közepén készült el.
Az 1848–49-es forradalom és szabadságharc idején, amikor Jellasics a Sió környékén harcolt, a közelben tanyázott, majd Kossuth Lajos toborzói is Ságvár mellett gyülekeztek. 1864-ben Ságvárnak 224 háza volt. 1920-ban, a Nagyatádi Szabó István-féle földreform idején a veszprémi káptalan birtokából mintegy 120 holdat osztottak szét, a Rákóczi utcában pedig további házhelyeket. 1945-ben, amikor még mindig a veszprémi káptalan volt a falu legnagyobb birtokosa, 1660-an éltek itt.
A szocializmus idején épült ki Siófok és a község között a már aszfaltozott 65-ös főút, mely semmibe véve a falu középkori utcahálózatát, keresztülvezették a központon. Ennek eredménye ma is tapasztalható, egyes helyeken háromszög telkek alakultak ki. A község északi részén a 70-es években kezdődött meg az Újtelep községrész létrehozása, köszönhetően a nagymértékű bevándorlásnak. Főleg a közeli Nyimből, Somból és Nagyberényből költöztek az emberek ide, közelebb a munkahelyet adó Siófokhoz. A régi utcahálózattal ellentétben, 700 m hosszú, nyílegyenes utcákat építettek ki, majd létesítettek telkeket rajtuk. Az újonnan betelepültek mellett, ide tervezték meg a község ipari szektorát is. 1959-ben megalakult az Egyetértés Tsz, mellyel gyökeres változásköveztkezett be a falu életében. Nagy hangsúlyt kapott az oktatás is a korszakban. Az államosításig egyházi intézményként működő iskola, a szocializmus korszakában nagy bővítésen esett át. 1951-ben és 1972-ben új szárnyat, 1987-ben pedig tornyot is kapott. Ugyanakkor a tornaterem csupán a rendszerváltást követően valósulhatott meg. A község tanácselnöke Szigeti József volt, akit a rendszerváltást követően választottak meg a község polgármesterévé.
A rendszerváltást követően a település dinamikus fejlődésnek indult, részben az előnyös elhelyezkedése miatt, részben pedig az ide érkező európai uniós támogatásoknak köszönhetően. 1996-ban ünnepélyes keretek közt avatták fel a község jelképeit, a címert és a kék zászlót. Ezt a napot, június első szombatját falunappá nyilvánította az önkormányzat képviselő-testülete. Az 1998-as második falunapot Szigeti József polgármester nyitotta meg, majd átadták a "Ságvárért" emlékérmeket. Ezután 1999-ben tartották meg harmadszor az immár hagyománnyá vált ságvári falunapot. Eleinte a főtéren rendezték meg, majd átköltözött a kultúrház udvarára. Az utóbbi években pedig a község sportpályája ad otthont a rendezvénynek. 2024. június 1-én 25. alkalommal rendezték meg az eseményt, hosszabb kihagyás után.

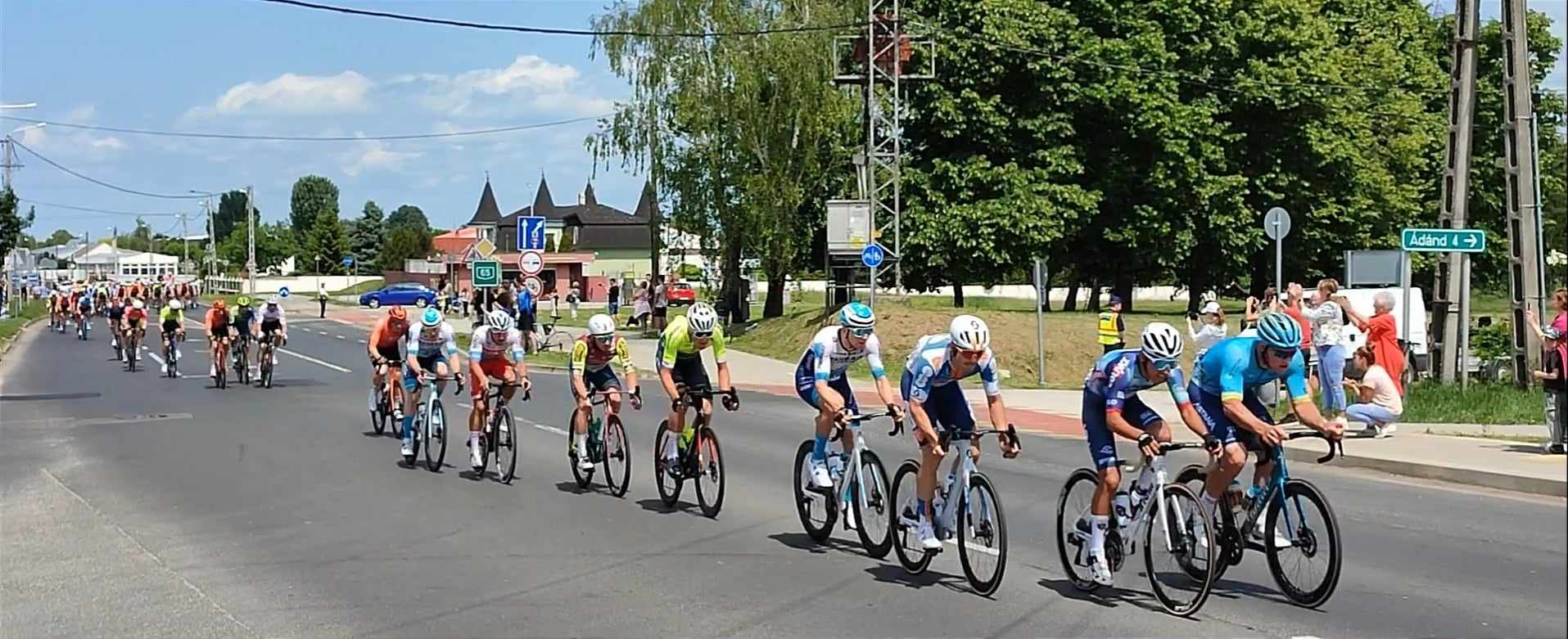
A Tour de Hongrie versenyzői a főúton

2010-ig az önkormányzat független polgármester irányításával működött, majd a következő három választáson a falut már korábban is irányító Kecskés Gábor a kormánypártok támogatásával erősítette meg tisztségét az amúgy független jelöltekből álló képviselő-testület élén (2019-ben ráadásul egyedüliként indulva a posztért). A település a Balatonhoz és Siófokhoz való közelsége miatt felértékelődött, népessége növekedni kezdett. A község északi területein egyre több építési telket alakítottak ki, ahová az újabban beköltözött lakók házépítésekbe kezdhettek. Ennek eredményeként egyre közelebb került a szomszédos Siófokhoz, a köztük megvalósítani kívánt ipari terület hatására pedig egyre gyakoribb kérdés lett a község egyesülése a térség központjával. Ez viszont a mai napig nem valósult meg, Ságvár továbbra is független. Megújult a katolikus és református templom, teljes felújításon esett át az általános iskola, piac létesült a sportpálya területén, burkolat került a református templom terére, illetve elbontották a régi művelődési házat és egy újat építettek helyére. Emellett 2015-ben Siófok és Ságvár közt, 2020-ban pedig Ságvár és Som közt létesült kerékpárút. Kiemelendő dolog még, hogy itt található hazánk 14 hamvasztójának egyike.
2024. május 12-én a Tour de Hongrie keretein belül a falu is helyszíne volt a kerékpárverseny 5. szakaszának, ezzel tovább erősítve a település hírnevét. Ebben az évben ismét több jelölt szállt versenybe a polgármesteri pozícióért a június 9-ei önkormányzati választáson: a hivatalban lévő, kormánypárti támogatású polgármester mellett, Szarka Norbert és Juhász István személyében két független jelölt is indult. Kecskés Gábor végül 48,51%-kal megnyerte a választást, de nem sokkal maradt le tőle a független Szarka Norbert 41,15%-kal.

### Ságvár TV
1997-ben indult a Ságvár TV, mely a település életét mutatta be, a lakosokat is bevonva. A stúdió összeállítása a Szólád Televízió egyik munkatársának volt köszönhető. A Ságvár TV műsorvezetői és főbb munkatársai voltak: Vargáné Szigeti Irén műsorvezető, Vadász Vera, Balogh Ágnes és Soós Melinda műsorvezető-riporterek, Pongráczné Papszt Mónika és Právits Géza operatőrök, Juhász Gyula főszerkesztő, Hammer Csaba hangtechnikus, illetve Bodó Gréta és Tegez Ferenc digitális technikusok. Szerepet kaptak olyan műsorok, mint az önkormányzati hírek, esti mesék, valamint a születési rovatok. A televízió emellett közvetítette az aktuális falunapokat, szüreti felvonulásokat, a szőlőhegyi gazdák egyesületének rendezvényeit, gyereknapokat és sportnapokat is egyaránt.

### Ságvárért
Ságvárért kitüntetés adható azon személyek, vagy szervezetek részére, akik a község fejlődésében és fejlesztésében, társadalmi, gazdasági és kulturális életében a tudomány, a művészetek és az irodalom, valamint az egészségügy, oktatás, közművelődés és a sport terén eredményes és maradandó munkát végeztek. A kitüntetés adományozható társadalmi szervezetnek, egyesületnek és kollektívák részére is. Ságvárért kitüntettek részére oklevél és a község címerével, illetve Ságvárért bevéséssel ellátott díszdobozban elhelyezett talpas üvegemlékplakett illeti meg. A kitüntetett a község képviselőtestületének és lakosságának tiszteletét és megbecsülését élvezi, ezért neve bekerül a Ságvárért emlékkönyvébe.

###### Az eddigi kitüntettek
- 1998-ban: Dr. Bartó Lászlóné, Szigeti Józsefné, Fónai Ferencné
- 1999-ben: Dr. Sörös Béla, Gergelics Aranka, Horváth Józsefné
- 2000-ben: Kecskés Gábor, Szigeti József, Szecsődi Sándorné
- 2001-ben: Balogh Istvánné, Bali Gyöngyi, Szilády Áron Általános Iskola kollektívája
- 2002-ben: Bódis József, Kovács Béláné, Bóbita Napköziotthonos Óvoda kollektívája
- 2003-ban: Boda Csabáné, Horváth Lászlóné, Szivárvány Nyugdíjas Klub
- 2004-ben: Bódis Ilona, Dr. Fodor Zoltán, Hosek Lajosné
- 2005-ben: Hadaró Gyuláné, Somi Leventéné, id. Szigeti József
- 2006-ban: Kőrösi Lajosné, Kovács Kálmán, Végh István
- 2007-ben: Bene Józsefné, Szatóri Istvánné, Tricciána Amatőr Rádiósklub
- 2008-ban: Dr. Bartó László, Bodóné Császár Anna
- 2009-ben: Tarjányi Andrásné, Méreg Éva
- 2010-ben: Bodó Ferencné, Vargáné Szigeti Irén, Váradiné Dr. Tóth Margit
- 2011-ben: Borsos László, Vida András
- 2012-ben: Ságvári Polgárőr Egyesület, Szarka Norbert
- 2013-ban: Somi Levente, Juhász István
- 2014-ben: Vaskóné Juhász Margit
- 2015-ben: Právics Géza, Bognár Zsolt, Vadász Veronika
- 2016-ban: Nyíri Zoltán, Ságvárért Egyesület
- 2017-ben: Horváth János Csaba, Bódis Violetta
- 2018-ban: Kristáné Soós Melinda, Juhász Jánosné
- 2019-ben: Kissné Juhász Gabriella, Boda Csaba
- 2024-ben: Bálintné Békefi Lívia, a Ságvári Irodalmat Kedvelők Klubja[11]

### Díszpolgárok
- Szigeti József nyugalmazott polgármester (2002)
- Meszlényi József nyugalmazott iskolaigazgató (2007)
- Vincze Károly nyugalmazott iskolaigazgató (2009)
- Dr. Fodor Zoltán nyugalmazott körjegyző (2010)
- Kecskés Gábor polgármester (2011)
- Bódis József alpolgármester és Witzmann Mihály országgyűlési képviselő (2017)
- id. Borsos László (2018)[11]

### SIKK
A SIKK, azaz a Ságvári Irodalmat Kedvelők Klubja, 2011 óta működik színtársulatként, azóta használják jelenlegi nevüket. Eddig hét színdarabot állítottak színpadra, amely nem csupán Ságváron, de a környékben is és a távolabbi települések művelődési házaiban is bemutattak. Zamárdiban, a Szamárkőnél, valamint a ságvári katolikus templom kertjében, Szent Iván éjhez kapcsolódva, formabontó szabadtéri előadást láthattak tőlük a nézők. De képviseltették magukat a velencei Vízi Színházban, felléptek a százhalombattai Summerfesten, és 2022-ben az a megtiszteltetés érte a társulatot, hogy őket választották ki a Pajtaszínház Programban arra a nemes feladatra, hogy Somogy Vármegyét képviseljék az amatőr színtársulatok országos találkozóján. 2023. januárjában a Nemzeti Színházban megtartott találkozón Szép Ernő, "Május" című darabjával a társulat kivívta, nemcsak a közönség, de a szakma elismerését is.
"A társulat igazi színházi élménnyel ajándékozott meg bennünket. A darab megformálása, az előadásmód, a beszédtechnika, az interakció, a nézőkkel kőszínházi minőségű volt, egy percig nem érezhető, hogy nem profi színészeket látni. A szerelmes pár, különösen a lány alakítása lenyűgöző volt. A darab az ő életkedvén keresztül vált igazán szerethetővé. A letisztult díszlet, a különleges darabválasztás és maguk a karakterek is felidézték a 20. század eleji magyar filmes és színházi világot, méltó emléket állítva a szerzőnek. Szívből köszönjük a munkájukat."

## Településrészek
| Településrész neve  | Lakónépesség | Lakások | Postai irányítószám | A településrész távolsága a központi belterület centrumától (km) | A külterület települési jellege                                                                          |
| ------------------- | ------------ | ------- | ------------------- | ---------------------------------------------------------------- | --- |
| Központi belterület | 1 826        | 712     | 8654                | -                                                                | - |
| Alirét              | -            | -       | 8660                | 4,0                                                              | erdőőrház, erdészlak, erdészház, útőrház, gátőrház, csatornaőrház                                        |
| Kömpe               | 14           | 5       | 8654                | 1,5                                                              | mezőgazdasági jellegű (készenléti, szolgálati) lakótelep, illetve lakóhely, mezőgazdasági jellegű tanyák |
| Horváthtanya        | -            | 1       | 8654                | 2,0                                                              | mezőgazdasági jellegű (készenléti, szolgálati) lakótelep, illetve lakóhely, mezőgazdasági jellegű tanyák |
| Kisádánd            | 2            | 1       | 8654                | 1,5                                                              | gazdasági tevékenységhez, vagy egyéb funkcióhoz nem köthető lakóhely                                     |
| Szőlőhegy           | 47           | 17      | 8654                | 2,0                                                              | gazdasági tevékenységhez, vagy egyéb funkcióhoz nem köthető lakóhely                                     |
| Ürümajor            | 1            | 1       | 8654                | 4,0                                                              | mezőgazdasági jellegű (készenléti, szolgálati) lakótelep, illetve lakóhely, mezőgazdasági jellegű tanyák |

## Közélete

### Polgármesterei
- 1990–1994: Szigeti József (független)[12]
- 1994–1998: Szigeti József (független)[13]
- 1998–2002: Szigeti József (független)[14]
- 2002–2005: Szigeti József (független)[15]
- 2005–2006: Kecskés Gábor (független)[16]
- 2006–2010: Kecskés Gábor (független)[17]
- 2010–2014: Kecskés Gábor (Fidesz-KDNP)[18]
- 2014–2019: Kecskés Gábor (Fidesz-KDNP)[19]
- 2019–2024: Kecskés Gábor (Fidesz-KDNP)[20]
- 2024– : Kecskés Gábor (Fidesz-KDNP)[1]

A településen 2005. április 24-én időközi polgármester-választást tartottak, az előző polgármester lemondása miatt. A választás érdekessége volt, hogy a posztért meglehetősen sok, 8 jelölt indult, ilyen nagy számú jelölt versengésére a rendszerváltás óta minden választási évben országosan is legfeljebb 10-12 településen akad példa.

## Gazdaság
Balatonkiliti és Ságvár közt alakították ki, illetve jelölték ki Siófok település ipari parkját. Ságvár településnek is szerepel az új rendezési tervében, az ipari park létrehozása.  A településen van kialakított ipari övezet, a közművek, útcsatlakozás biztosított, az M7 autópálya kb. 5 km.  Ide várja a befektetők jelentkezését a hivatal.

## Népesség
A település népességének változása:
| Lakosok száma | 1830 | 1824 | 1807 | 1894 | 1890 | 1883 | 1924 |
|               | 2013 | 2014 | 2015 | 2021 | 2022 | 2023 | 2024 |

A 2011-es népszámlálás során a lakosok 84,4%-a magyarnak, 2,5% németnek, 1,5% cigánynak, 0,2% horvátnak, 0,2% románnak, 0,2% ukránnak mondta magát (15% nem nyilatkozott; a kettős identitások miatt a végösszeg nagyobb lehet 100%-nál). A vallási megoszlás a következő volt: római katolikus 41,2%, református 15,3%, evangélikus 0,7%, görögkatolikus 0,2%, felekezet nélküli 9,3% (31,8% nem nyilatkozott).
A 2022-es népszámlálás során a lakosok 88,1%-a magyarnak, 2,0% cigánynak, 1,6% németnek, 0,3% románnak, 0,2% horvátnak mondta magát (11,1% nem nyilatkozott; a kettős identitások miatt a végösszeg nagyobb lehet 100%-nál). A vallási megoszlás a következő volt: római katolikus 34,8%, református 12,2%, evangélikus 0,7%, görögkatolikus 0,5%, felekezet nélkül 10,4% (41,4% nem nyilatkozott).
| #  | TELEPÜLÉS | ÉV   | MEGYE | TELEPÜLÉS TÍPUSA | NŐ   | FÉRFI | ÖSSZESEN |
| -- | --------- | ---- | ----- | ---------------- | ---- | ----- | -------- |
| 1. | Ságvár    | 2022 | SOM   | község           | 1039 | 961   | 2000     |
| 2. | Ságvár    | 2021 | SOM   | község           | 1027 | 935   | 1962     |
| 3. | Ságvár    | 2020 | SOM   | község           | 1020 | 894   | 1914     |
| 4. | Ságvár    | 2019 | SOM   | község           | 1011 | 889   | 1900     |
| 5. | Ságvár    | 2018 | SOM   | község           | 1011 | 883   | 1894     |

## Nevezetességek
- Munkás Szent József római katolikus templom (1756-ban épült, műemléki védelem alatt áll, a házaktól távolabb épült, hogy a tűztől jobban védett legyen)[24]
- Református templom (kőtornyával együtt 1819-ben épült, a térség legnagyobb református temploma) - udvarán romkert[25]
- Nepomuki Szent János-szobor (1830-ban készült)[26]
- I. világháborús emlékmű
- II. világháborús emlékmű
- Székelykapu (Magyarország egykor[27] legnagyobb méretű székelykapuja)[28]
- Aliréti vadászház[29]
- A falu közelében, az erdőben, egy löszös talajú dombban található a Betyár-barlang.[30]
- A ságvári szőlőhegy nevezetessége az úgynevezett Lyukas-domb 252 m magasan: egy domb, amibe alagutat fúrtak.[31]
- Régi magtár épülete
- A falu fő útja mellett, és központjában található vadgesztenye fasor
- Római kori szarkofág - római korra utaló emlékparkot alakítottak ki összefogással a református templom melletti területen.  - Ságvár főtere, háttérben az általános iskolával
  - A református templom
  - A katolikus templom
  - A katolikus templom
  - Az ország egykori legnagyobb székelykapuja
  - Nepomuki Szent János-szobor a templomkertben

### Munkás Szent József-templom

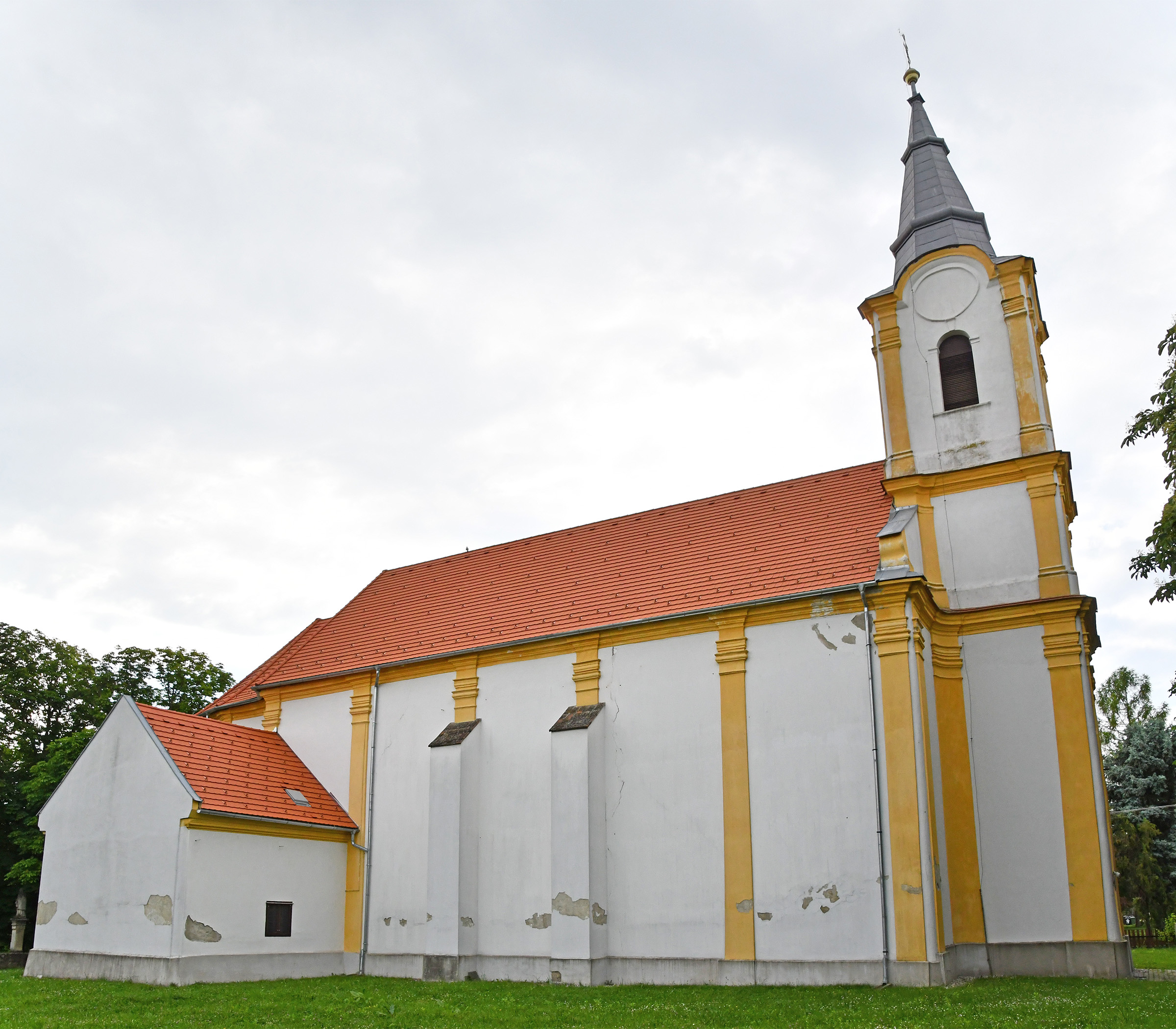
A katolikus templom északi oldala

Munkás Szent József-templom belseje, a Szent János-mellékoltár
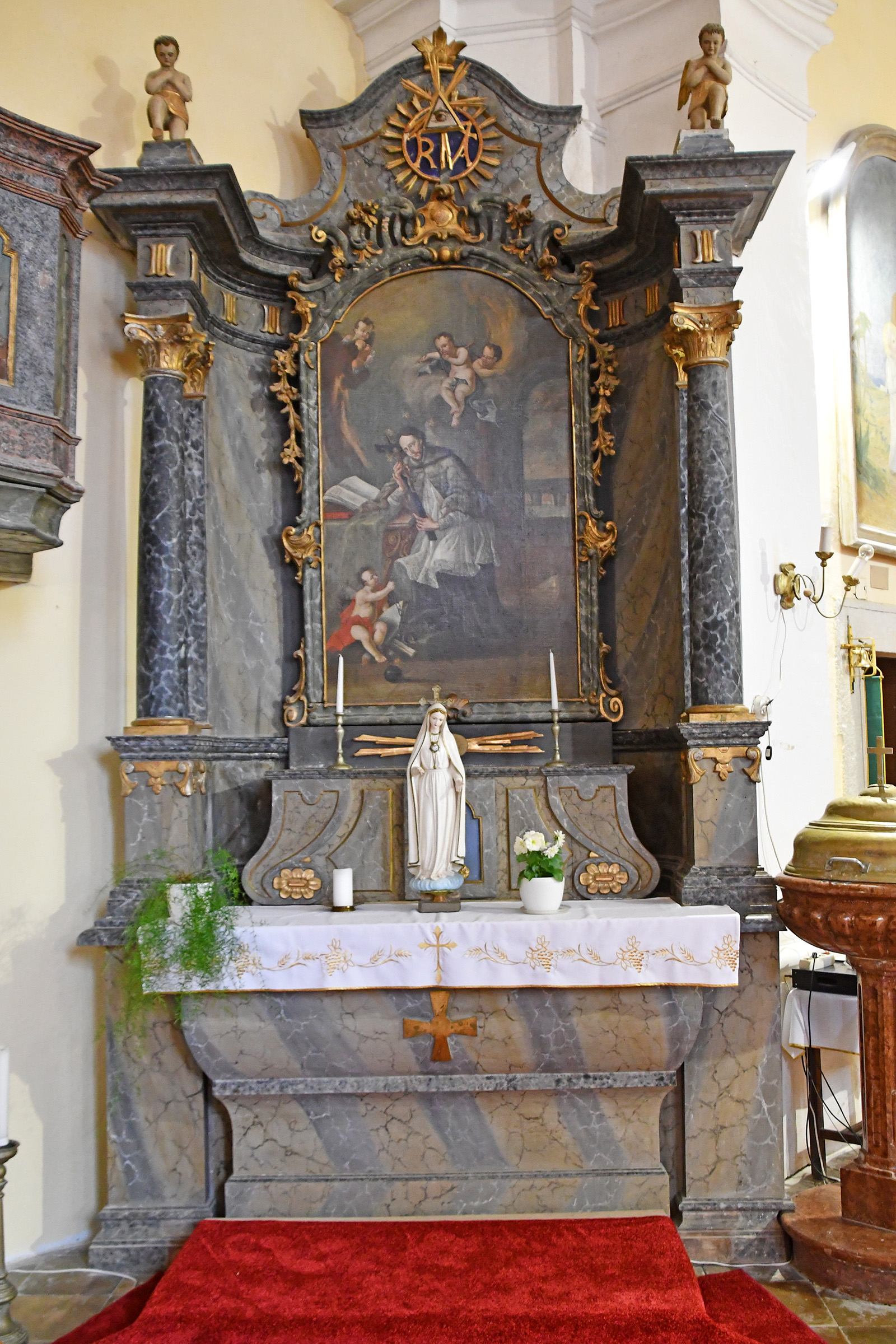
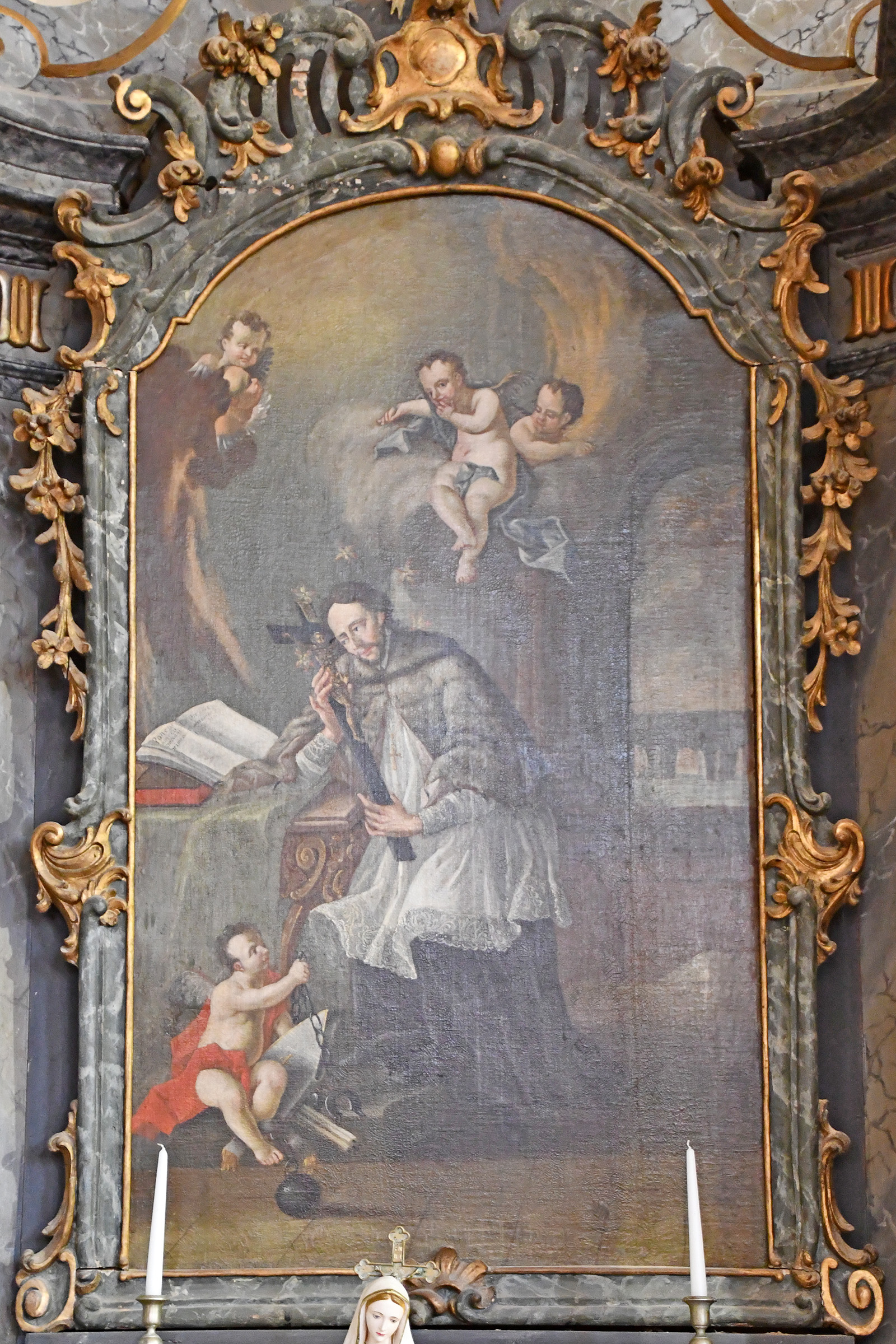
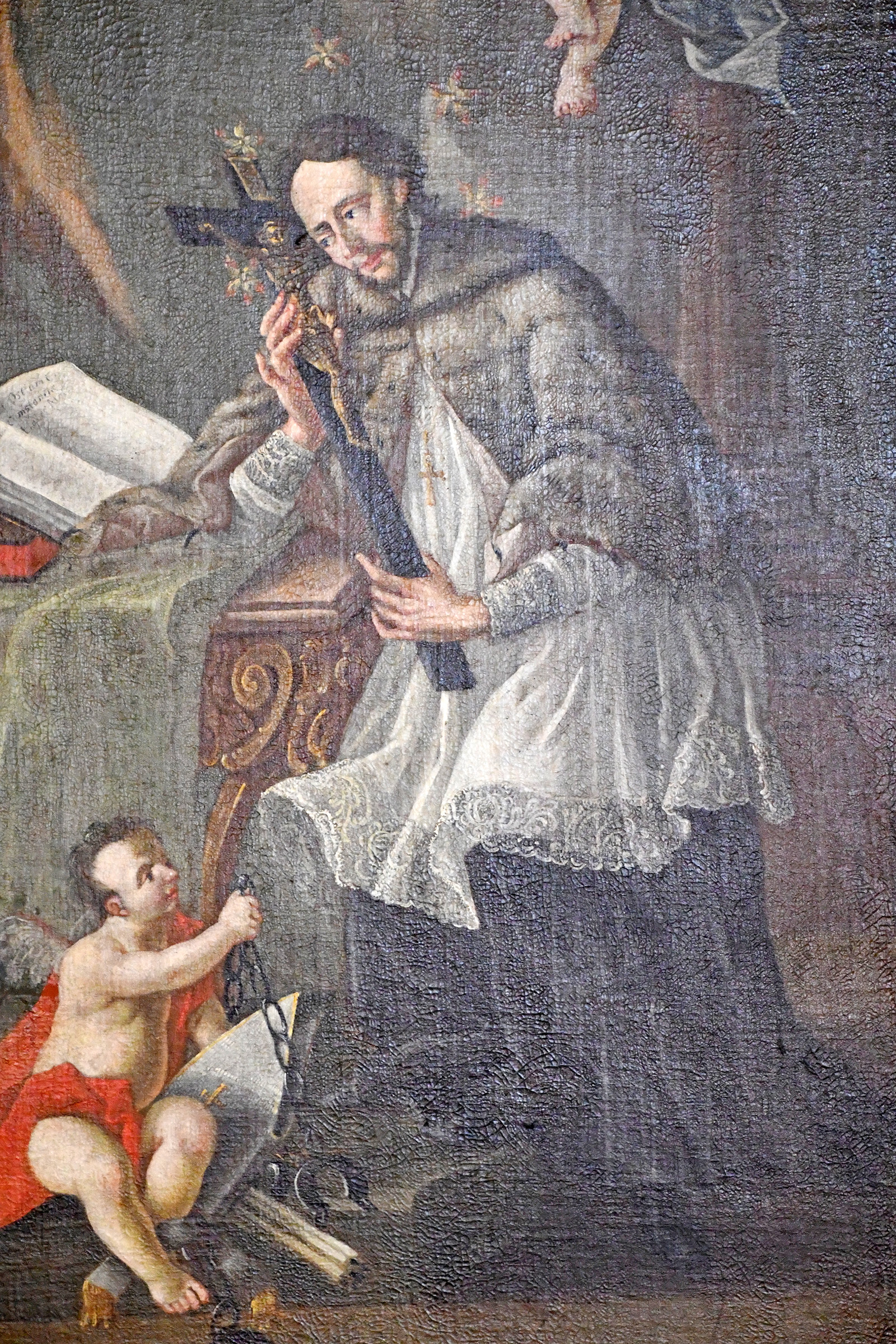
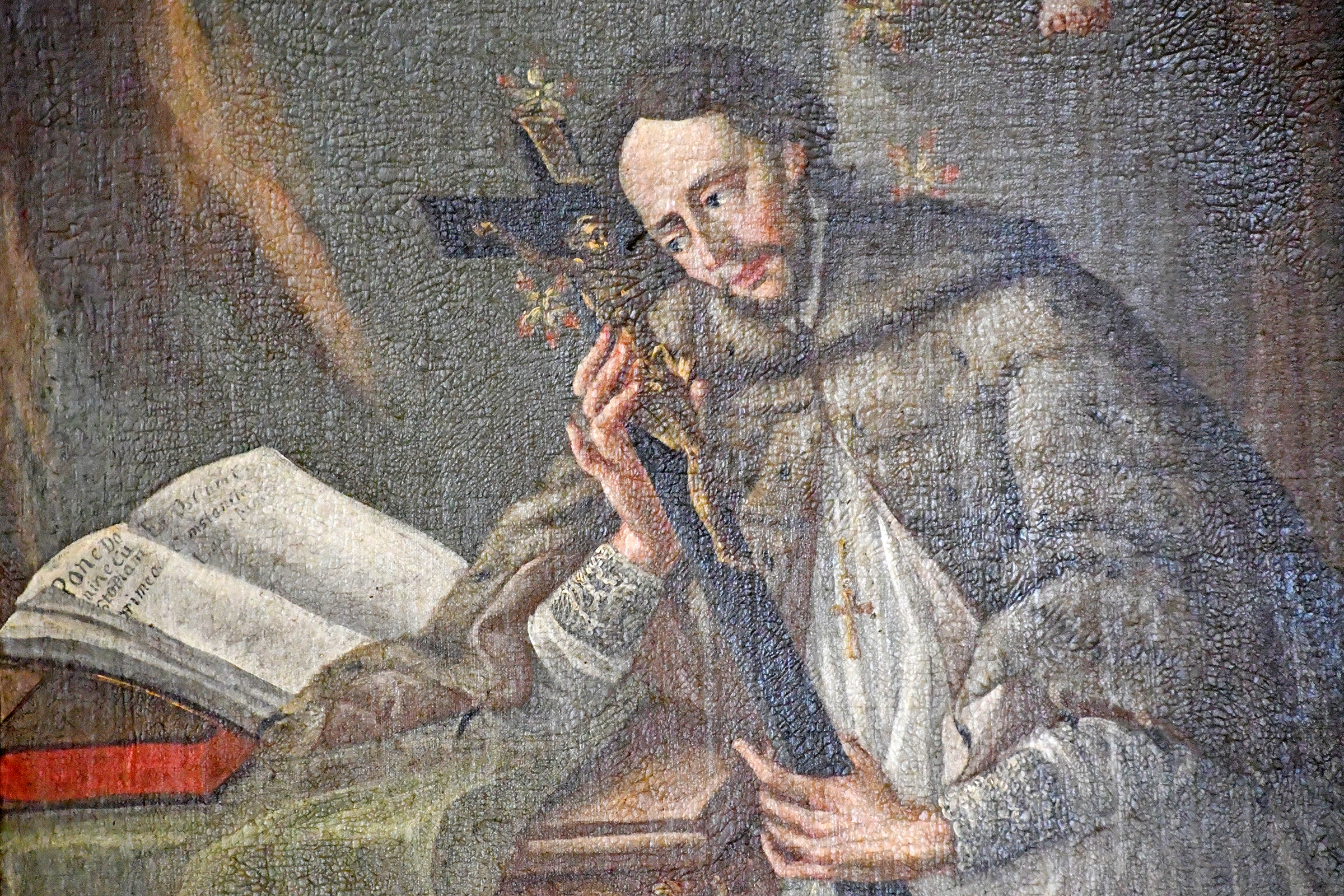
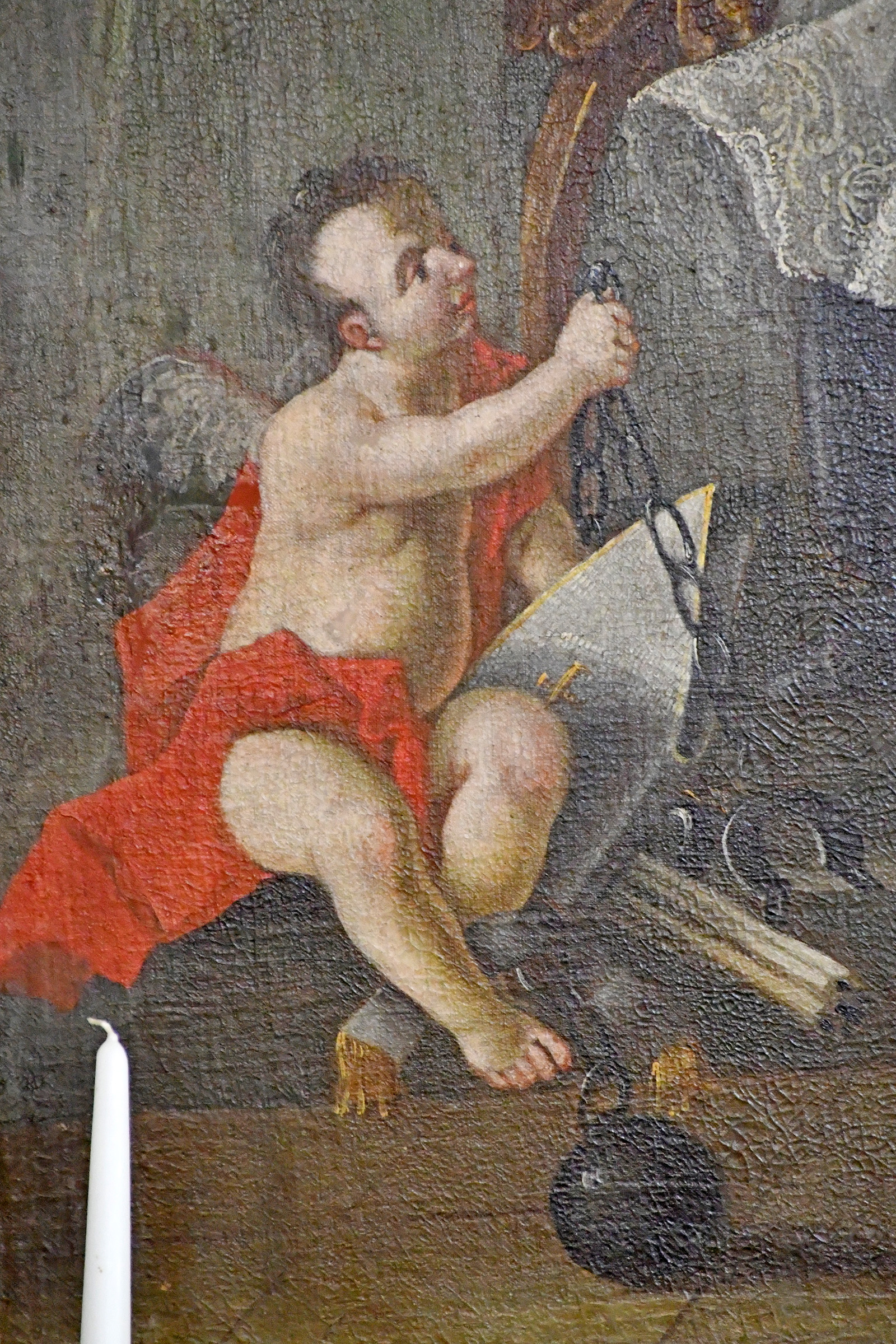
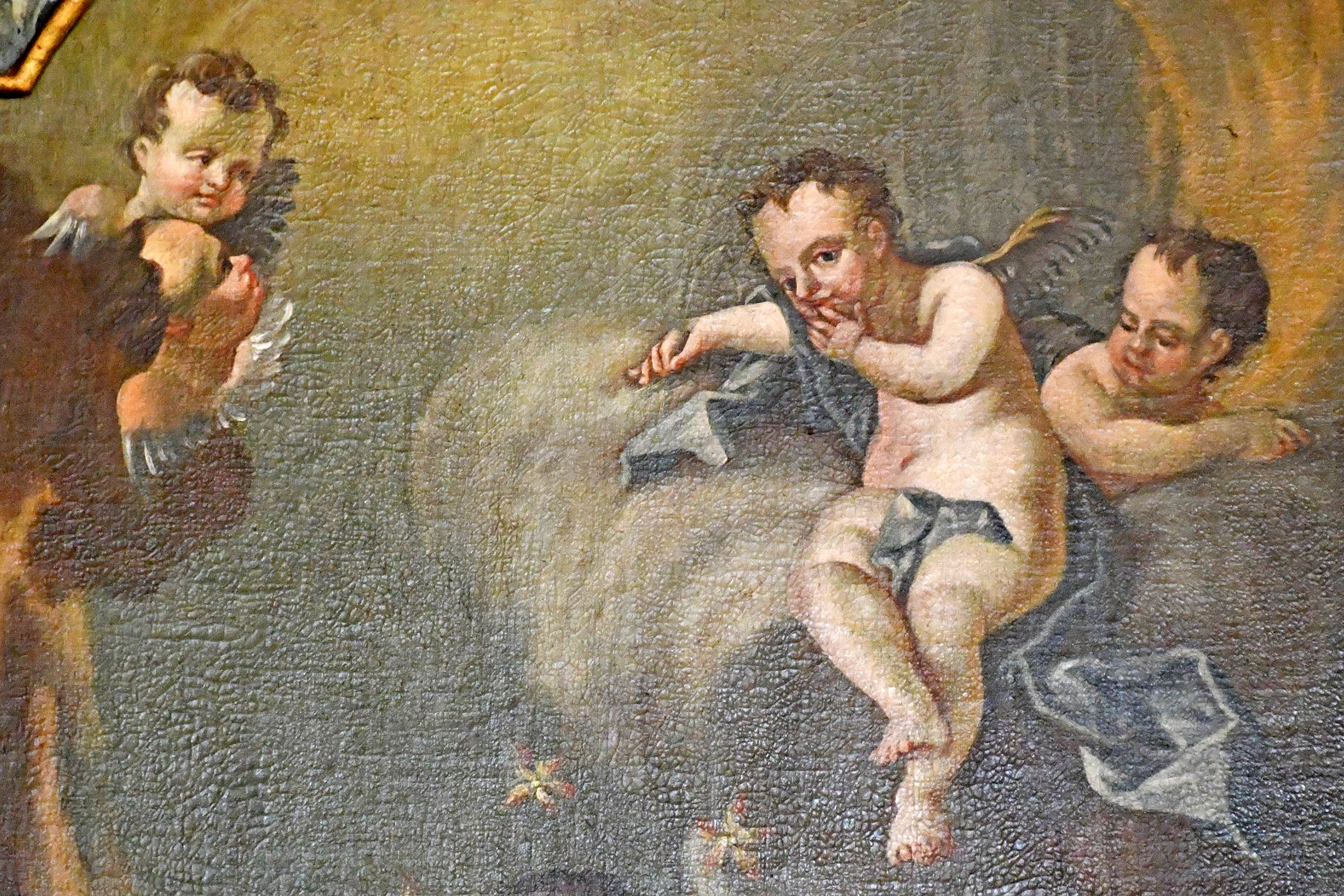
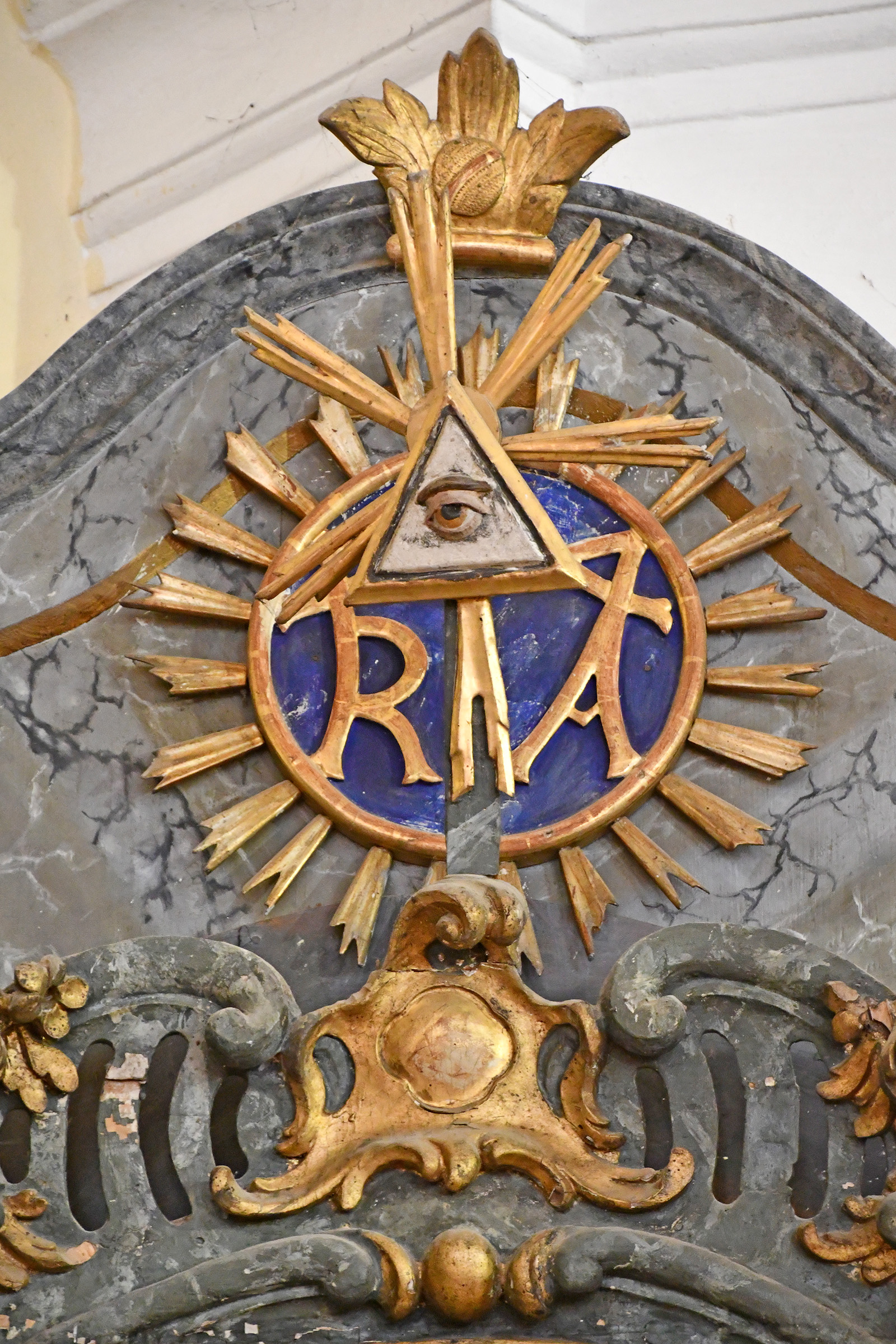
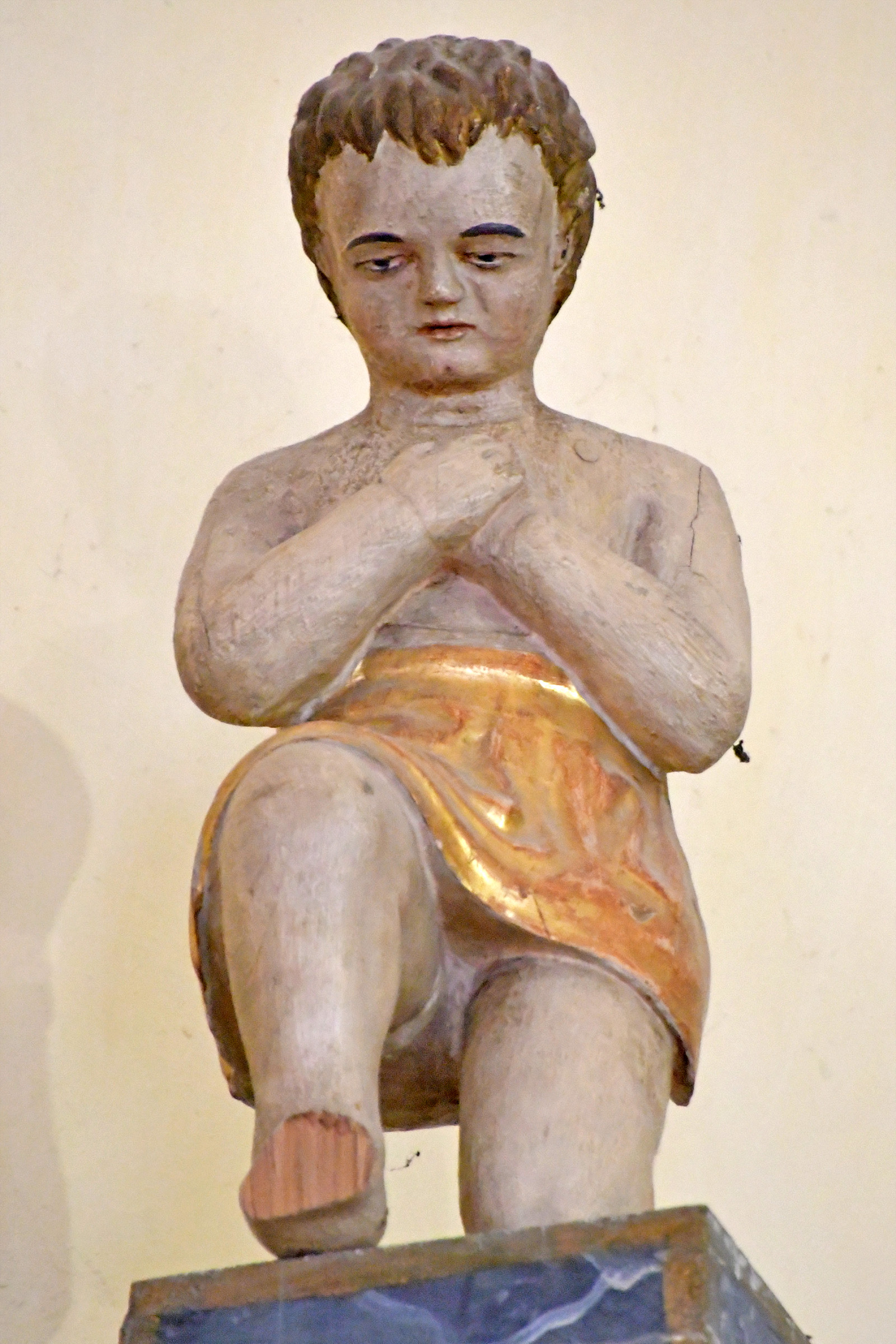
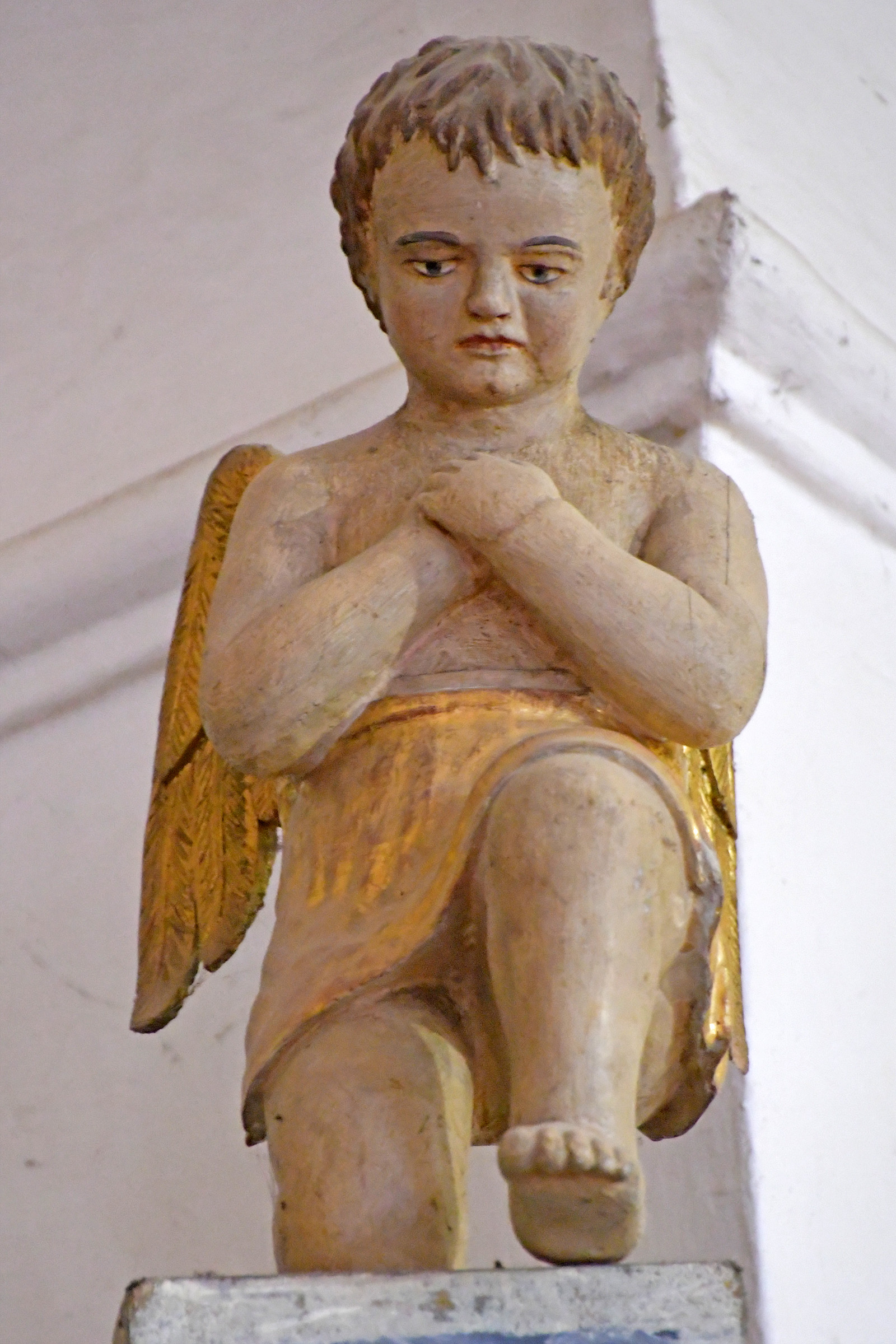

### Református templom
Az ismert feljegyzések szerint, a reformáció óta eltelt idő óta ez a templom a reformátusok negyedik temploma. A Pesti Komisszió (1721) alapján Ságváron a reformátusoknak szabad volt istentiszteletet tartani, illetve templomot építeni. A jelenlegi templom 1811-1815 között épült, 1813-ig azonban még jelen volt a régi kis kőtemplom is, mely a mai óvoda szomszédságában elhelyezkedő telken, Szilády Áron szülőháza mögötti kertben volt.
A jelenlegi templomot 1819-ben szentelték fel, az akkori időkben pedig Tornyos templomnak nevezték. A templomi padok fenyőfából készültek, a katedra (szószék) egy része hársfából. A templom tornyostól, harangostul, berendezéssel együtt akkor 33.000 Ft-ba került. A költségeket ajánlásokból, az egyháztagok közös aratásával keresett pénzből, illetve a fennmaradt összeg tagokra kivetéséből fedezték. Az építkezés idején készült „régi” urasztala kékre volt festve (1834-i feljegyzés), egy része a kijáratnál jelenleg is látható.
A templomot építtető lelkész a halasi származású Csicsvai Vasas András volt, akinek sírköve a régi temető megszüntetése után, a templomban nyert elhelyezést. A templom első fele az ókorban itt elhelyezkedő római vár őrtornyának fundamentumára épült. Csicsvai Vasas András a Nemzeti Múzeumnak írt levelében bejelenti, hogy a templom alapjának ásása közben két római siremléket, illetve értékes római pénzérméket találtak. Ez a jelentés az első újkori régészeti feljegyzés volt a Dunántúl ötödik római castrumáról.
1838/39-ben külső és belső restauráláson esett át a templom. Tornyába óranegyedet verő és nemcsak a torony négy oldalán, hanem a templomban bennt is időt mutató óralappal ellátott toronyórát készítettek, a fehérvári órásmester Németi Ignác által. Ugyanekkor a templom torony alatti főbejárat fölé, Szilády László lelkész felírást készített időmértékes versben. Ennek a mondatnak nagy betűinek összege, a római számok szerint a templom építésének évszámát, 1813-at jelöli:
„Itten szent tuDoMánt, erköLCsi tökéLIre VIVöt LeLsz”. Az évek alatt azonban lekopott.

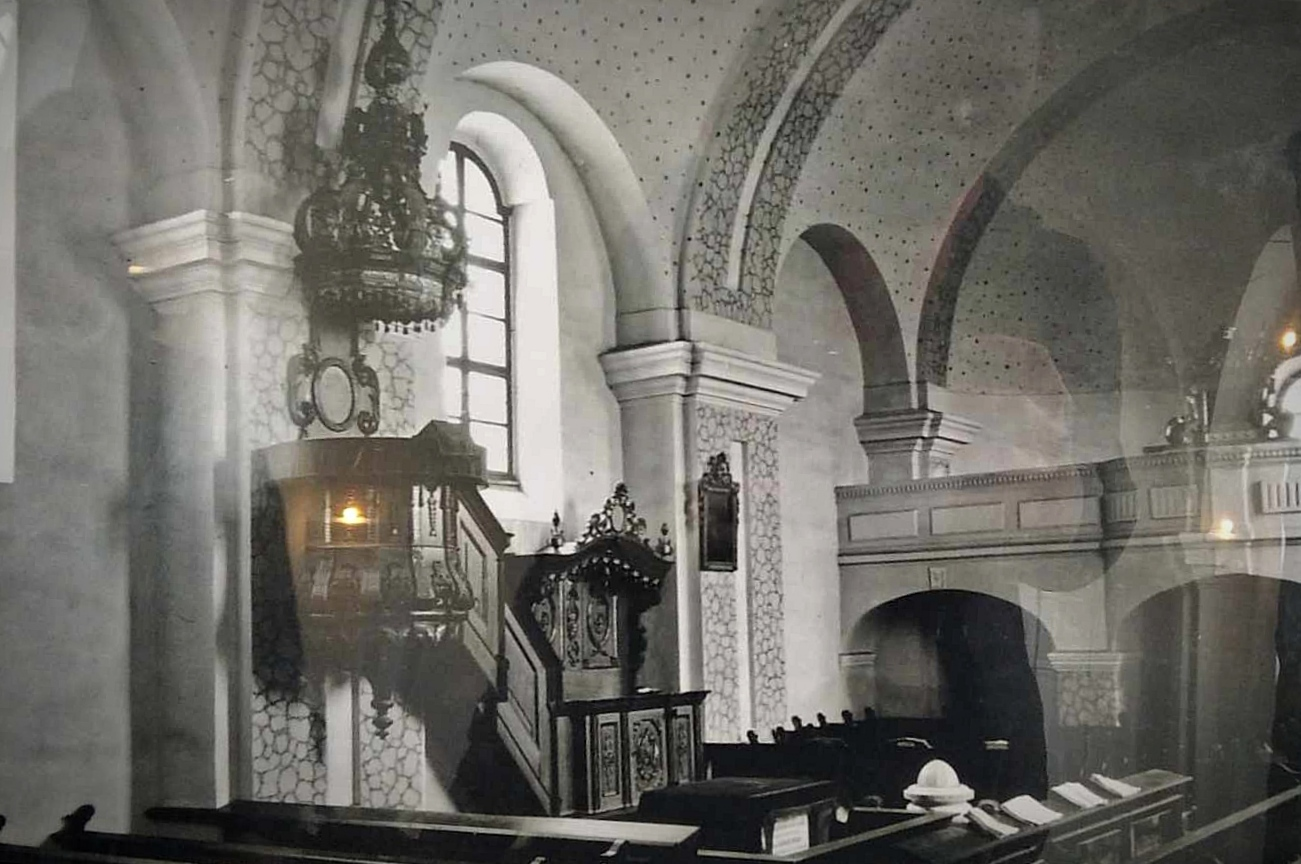
A református templombelső 1923-ban, a földrengés előtti állapotában. A kék, csillagos mintázatú mennyezetet fehérre festették, miután repedések jelentkeztek rajta.

1872. október 5-én választották meg ságvári lelkésznek Kálmán Gyulát, aki 1883-ban felépíttette a református parókiát (amit sajnos a közelmúltban elbontottak életveszélyes állapota miatt). 1886-ban a régi kőtorony felső részét lebontották, majd magasabbat emeltek rá egy fa-szerkezetű vörös rézzel fedett toronysüveggel kiegészítve. A tetőt újra bezsindelyezték, villámhárítóval látták el, illetve kívül-belül újra festették Say Ferenc fehérvári jeles épitész közreműködésével. 1887. április 27-én Szász Károly püspök, Szilády Áron társaságában látogatott Ságvárra, ekkor került sor a megújult templom megáldására. 1891-ben kapta meg a templom a pécsi Angster cégtől az orgonát. 1911-ben a tetőzetet palával fedték be. 1971-ben ismét renoválták, ekkor elkészült a templom előtti beton előtér és járda. 2010-ben kezdődött meg a templom előtti tér grandiózus felújítása, mikor a templom tere piactérré alakult át.

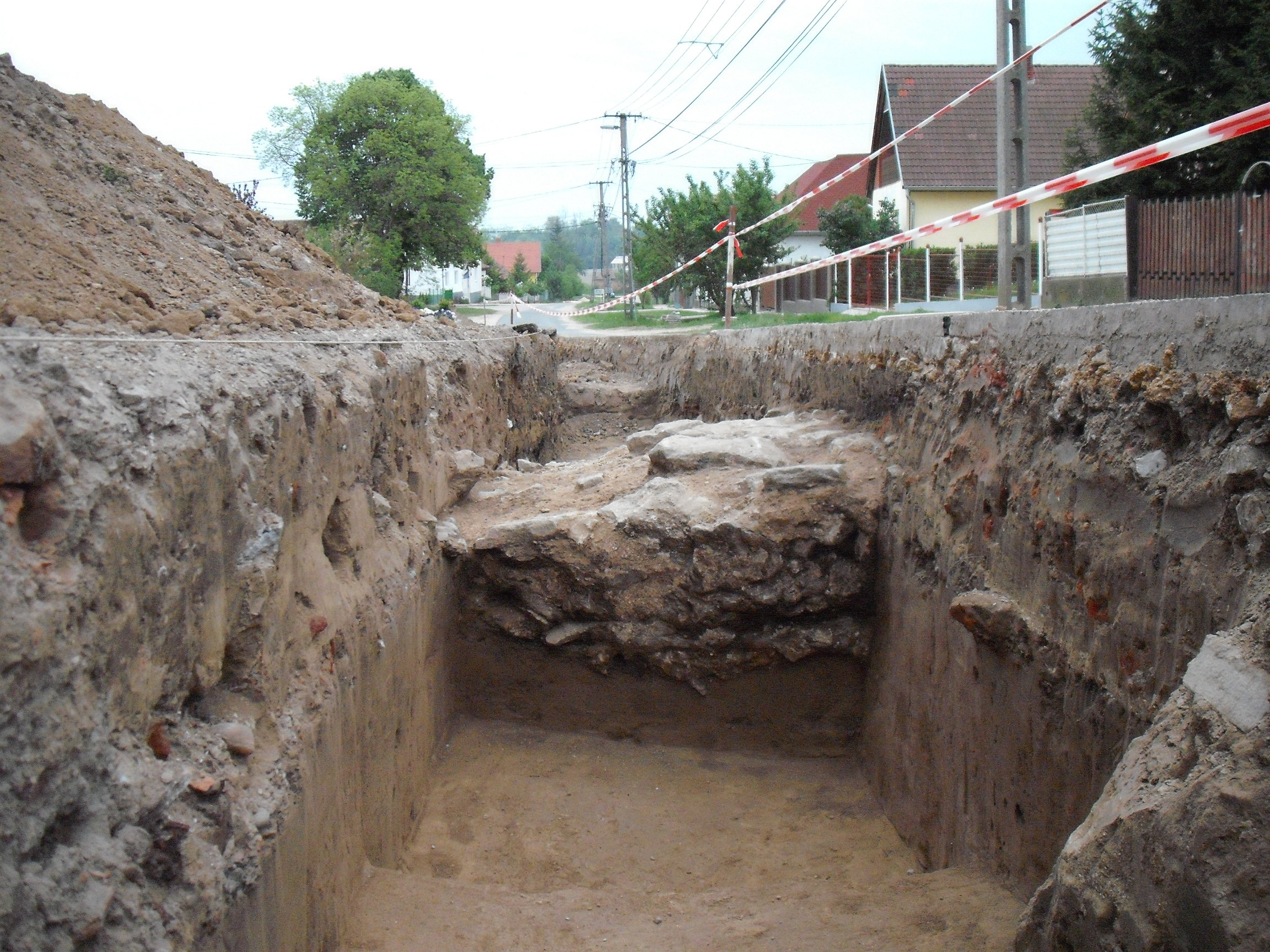
A 2010-es felújítás alatt feltárt római erődítmény maradványai

A templom műemlék, késő barokk és klasszicista elemekkel rendelkezik. A berendezése régebbi szürke színe empir stílusú, később azonban a padokat átfestették barnára. Márvány úrasztala, illetve keresztelő medencéje óriási értékkel bír.

### Bújó-lik

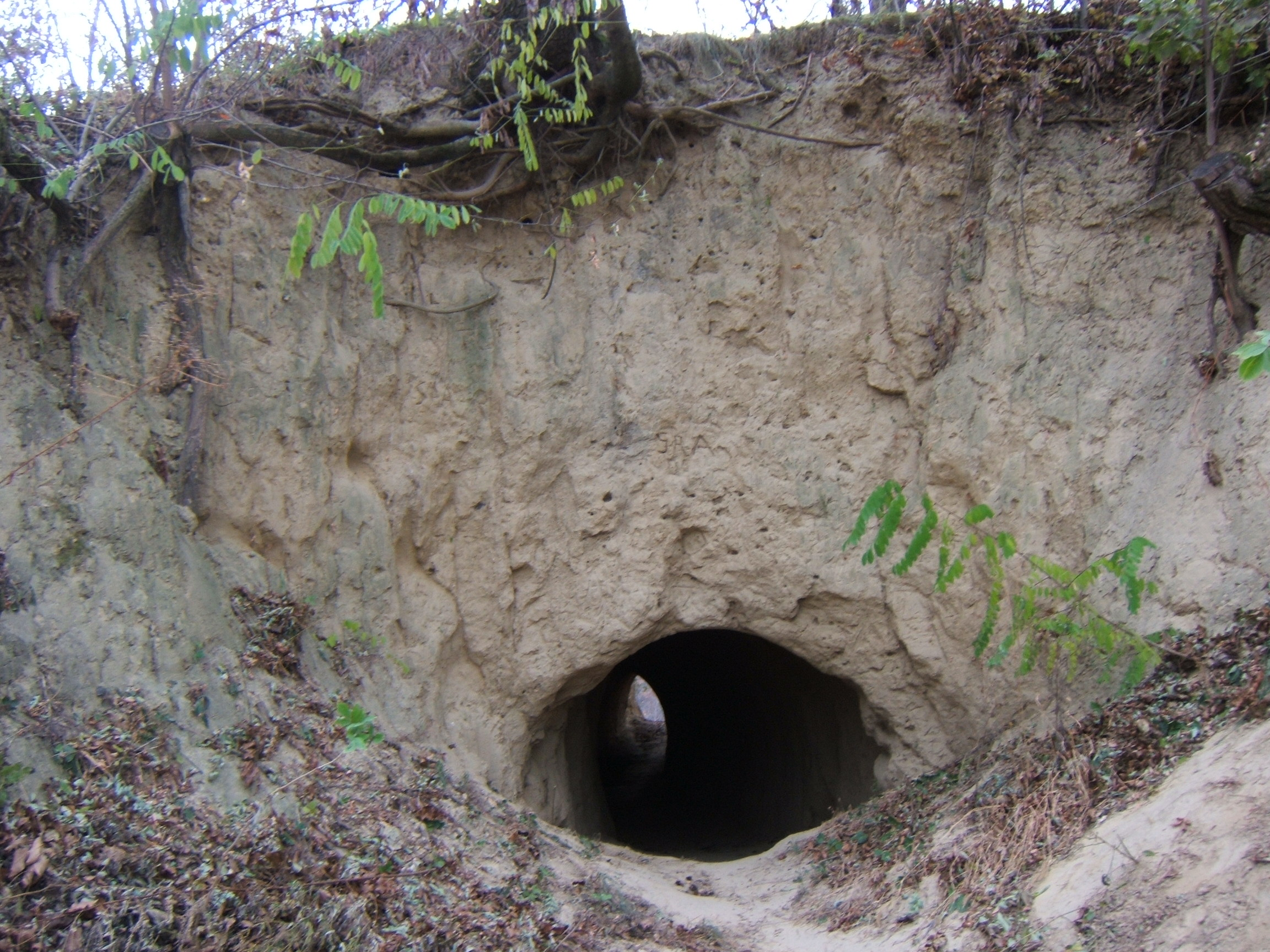
A Bújó-lik

Csicsvai Vasas András (1765. május 9. – 1832. április 10.) sírköve az régi temetőben kiállítva

Ságvár egyik nevezetes helyszíne, melynek történetéről nem sok írott anyag maradt fenn, csak a szájhagyományra támaszkodhatunk. A Bújó-lik egy egyre rövidülő alagút, mely a Landor-hegyen található. Történelmi írásokban (az 1920-as évek után) Lyukas-dombként jelölik, ugyanakkor ezt a nevet valószínűleg nem ságvári ember adhatta neki. Ez onnan tudható, hogy a községben régebben nem használták a lyukas kifejezést, csak a lik, likas formát, mint tájszólás. Emellett a domb szó a környéken nincs használatban, a legkisebb felszíni kiemelkedést is hegynek hívták. Az, aki járt már valaha a Bújó-liknál, a löszfalak között a Mély-úton haladva, megérti, miért is próbáltak lefaragni a hegy magasságából. Az 50-es években az akkor 90 éves Kása István mesélte el azt a történetet, amit gyermekkorában hallott az alagút létrejöttéről. A történet szerint a hegy túloldalán volt az akkori református lelkész szőlős kertje. Az ő elméjében született meg az alagút fúrásának ötlete. Az egyik évben gazdagon termett a szőlő, így bor is lett belőle bőven. A hegy két oldalára egy-egy jókora hordót tettek ki teli borral. Aki azon a környéken járt és dolgozott az alagút ásásán, az nyugodtan ihatott belőle. Az alagút elkészült, amelynek hossza és magassága az idők folyamán lassan csökkent. Hajdanán olyan magas és széles volt, hogy lovas kocsival is könnyen közlekedtek át rajta. Ám napjainkra már feltöltődött, így könnyedén elérni a tetejét. A közepén feltűnhet az átjáróknak egy kis görbület. Ez azt bizonyítja, hogy az alagút ásása két oldalról történt. Kása István szerint Csicsvai Vasas Andrást volt az a bizonyos református lelkész, az ötlet gazdája. Ezek szerint létrejötte valamikor 1800 és 1832 közé tehető, hiszen ekkor volt ő református pap Ságváron. Napjainkban is kedvelt kirándulóhely, az egyik állomása a falu legszebb helyeit is érintő Löszölő-Tökölő Túráknak.

### Betyár-barlang
A 12-es szobaként is emlegetett építmény úgyszintén egy híres ságvári nevezetesség. Nevét 12 szobájáról/helyiségéről kapta. Amint tudjuk, a környéken vastag a lösztakaró, így könnyedén kiáshatták ezt a búvóhelyet. Azt hogy ki ásta ki, az a mai napig sem tisztázott. Egyes írások és feltételezések szerint a törökök, sőt a tatárok elől menekülőknek tulajdonították a barlang kiásását. Népszerűvé a betyárvilág alkonyán vált, amikor is a betyárok laktanyája lett.
A térség belső útjainak forgalma nagyobb volt, míg a Déli vasút meg nem épült, (1860) és amíg nem voltak lecsapolva a Balaton parti mocsarak és nádasok. Így az úgynevezett Miklós-parti útnak (amely északról, Kiliti felől közelítette meg a Jaba völgyét) a szembeni részén volt a Malom-hegy, ahol a Betyár-barlang található. Jó volt a rálátás a hegyről a helyi csárdára, még az is lehet hogy még jelzés is volt a csárdás részéről a betyárok felé.

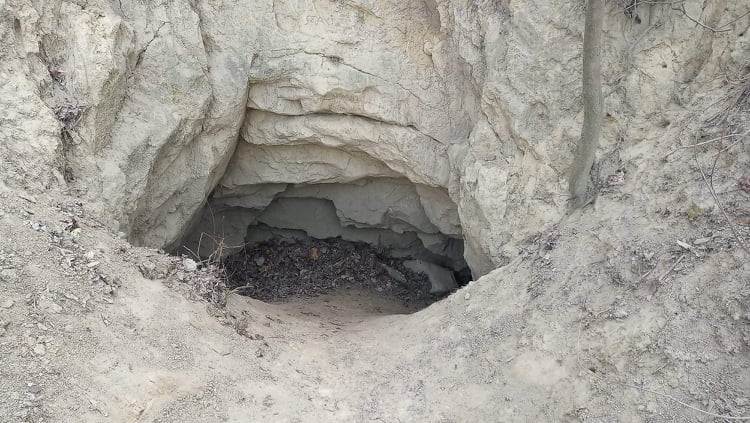
A 12-es szoba

Somogy vármegyében sok híres betyár volt. Mint például a két Patkó testvér: János és Pista. Későn kezdték meg a betyárkodást, 30 évesek lehettek. Ettől függetlenül hamar nagy hírnevet szereztek. 1860 táján veszett össze a két testvér, nem tudni miért. Patkó Pista a betyárélete helyszínéül a Kis-Koppány-völgyét választotta. Ő volt az, aki társaival járta a környéket, őket tartották a Betyár barlang lakóinak. Régen a rejtekhely bejárata akkora volt, mint egy nagyobb rókalyuk. Aki nem ismerte a helyet, nem is sejthette, mit is rejt a fölbe vájt barlang. A Bújó-likhoz hasonlóan az évszázadok során a barlang is feltöltődött. Napjainkra már nehézkesebb a bejárás. Úgyszintén a Löszölő-Tökölő Túrák egyik állomása.

### Képes-fa
A Jabapusztára vezető út mellett áll a több mint 300 évesnek mondott tölgyfa. Az andocsi búcsúra induló zarándokok egyik pihenőhelye volt, amíg Székesfehérvárról gyalog eljutottak a somogyi kegyhelyre. A zarándokok egy festményt helyeztek el a fán 1930-ban, melyen Szent Vendel szerepelt (innen kapta a fa a nevét). Az 1980-as évek elején  megsérült, és összefirkálták a festményt. Együd Árpád Kaposvárra vitte restaurálásra, viszont váratlan halála miatt felvették a hagyatékába. A község csak hosszas levelezés és tanácskozás után kapta vissza. Egy kiállításon bemutatásra került, viszont azóta a kép hollétéről semmit nem tudunk. 2010-ben az elveszett kép helyére egy másolmányt készítettek. 2011. május 7-én pedig sor került az új kép és a fa újraszentelésére. Ugyanebben az évben jelölve lett a Képes-fa az „Az Év Fája” elnevezésű országos versenyre, ahol a több mint 80 nevező közül bekerült a 12-es döntőbe, végül pedig az előkelő 5. helyen végzett. A fát nem nehéz megközelíteni, kb. 4,5 km-re található a község központjától.

### Böre-vár

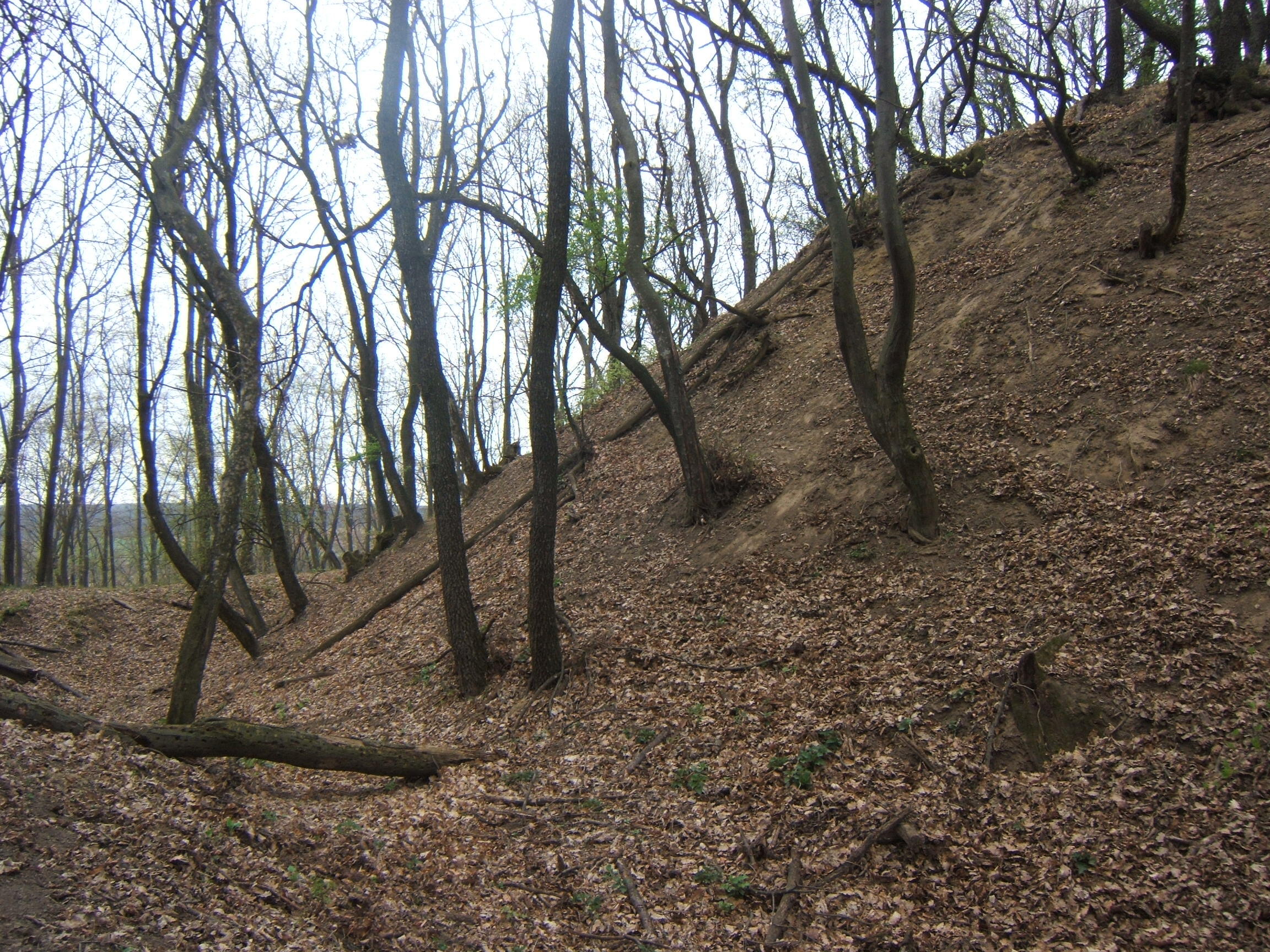
Böre-vár

Ságvártól 5 kilométerre nyugati-délnyugati irányban, a Jaba-völgy déli oldalán, a Szent László-hegy észak felé kinyúló keskeny, két oldalán rendkívül meredek, észak felé enyhén lejtő gerincének végén található földvár, melynek teljes területe 150x57 m. Szerepe azonban a mai napig kérdéses. Valószínű, hogy a Fokot Koppánnyal összekötő hadiút egyik állomása lehetett. Pesty Frigyes 1864-ben a Böre-várat, mint Kupa vezér egykori lakhelyét említi. A földvár a Képes-fa szomszédságában található, nem messze az Aliréti Vadászháztól.

### Gám puszta
A ságvárt és balatonkilitit elválasztó fasortól délre épült meg 1856 körül a Gám vagy Gámi puszta, mely az egykor a Jaba-patak és az erdő közt elterülő, mára már nem létező faluról kapta a nevét. Egykoron a környék legszebb pusztái között emlegették. Hozzátartozott az Ürü-major (a jelenleg is álló épület volt egykor a vincellér ház), melyet a híres Diófa-sor kötött össze magával a pusztával. Ebből a diófasorból  mára már semmi sem maradt.
A II. világháború után lebontották a pusztát, melyből nem maradt más, csupán egy árva kereszt, mely jelenleg is mementóként áll a területen. A későbbiekben az egykori puszta emléke és az elárvult kereszt szívügye lett egy kis csoportnak. Felújították és újjászentelték a ledőlt keresztet, rendbe tették az emlékhely környékét és minden évben ökomenikus istentisztelettel emlékeznek meg az egykori virágzó pusztáról és az ott élő emberekről.
A puszta történetéhez hozzátartozik egy tragikus esemény is. 1944. november 5-én a puszta közelében halt hősi halált Lőrincz Mátyás (23 éves, a veszprémi Puma repülőszázad őrmestere), amikor is gépével kényszerleszállást hajtott végre. A gép ugyanakkor landoláskor felborult és kigyulladt, a pilóta gépével együtt elégett. Halálának 64. évfordulóján, 2008. november 8-án a gámi kereszt mellé került elhelyezésre Lőrincz Mátyás emlékére állított emlékoszlop. Az emléktábla alatti urnában elhelyezésre került a pilóta néhány megmaradt csontja is, melyet unokaöccse hozott el az ünnepségre. Az emlékhely csupán pár kilométerre van a falu központjától, könnyen megközelíthető.

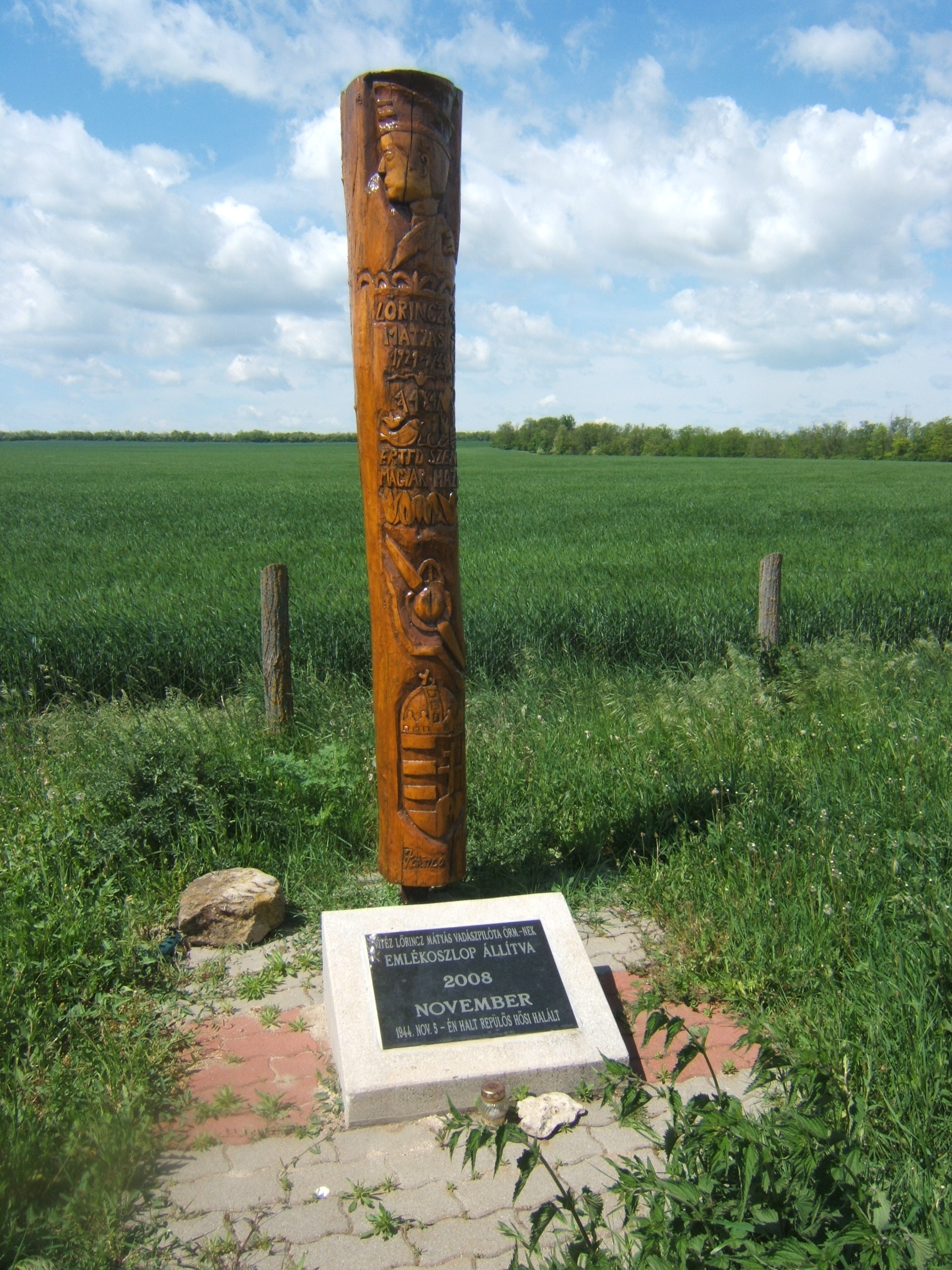
Lőrincz Mátyás emlékhelye a Gám pusztán

### Löszölő-Tökölő Teljesítménytúrák

A Löszölő túra útvonala

A 2000-es évek elején alakult ki Ságváron egy baráti társaság, akik szabadidejük nagy részét túrázással töltötték. Egyik túrájukon a Vértesben vetődött fel először, hogy jó lenne megmutatni lakóhelyük rejtett értékeit. A társaság mozgatórugója Bognár Zsolt volt, aki a Löszölő túrák főszervezője. Eleinte csak ötlet és álmodozás volt, egészen 2005-ig. Ekkor alakult meg a Ságvárért Egyesület, akik magukévá tették az ötletet, hogy minél több emberrel megismertessék Külső-Somogy eldugott, alig ismert környékét. Az alakuló összejövetelen két táv megrendezését határozták el, a 17 km-es Tökölőt és a 32 km-es Löszölőt. Röviddel ezután a távok kibővültek az 50 km-es Megalöszölő távval. 2021-ben az Év Teljesítménytúrája kitüntető címet is elnyerte. A játékos Löszölő elnevezés hazánk legnagyobb egybefüggő löszterületére utal, mely Külső-Somogynak ezen a részén található meg.

### Bogár-ház emlékhely
A Löszölő túrák egyik fontos állomása, ahol egykoron a lakójáról elnevezett ház állott, melyet az 1940-es évek végén építettek. Lakója nem más volt, mint a rettegett hóhér, Bogár János, aki nyugdíjazását követően költözött ide, mint a kiliti erdő szigorú csősze. Bogár a II. világháborút követő zűrzavaros esztendők egyik legismertebb, legvéresebb kezű ítélet-végrehajtója volt főhadnagyi rangban. Kezéhez több ezer bűnös és ártatlan elítélt halála tapad. Többek közt ő akasztotta fel Szálasi Ferencet, Rajk Lászlót és Nagy Imrét is. Minden kivégzés előtt közölte, „Nem én, hanem a Törvény!” Őt tartják sokan az utolsó magyar hóhérnak, a Magyar Köztársaság megalakulását követően ugyanis eltörölték a halálbüntetést. Egyfajta vezeklésként lakhatott itt, de miután megbékélt múltjával Balatonkilitire költözött, a Bogár-ház állapota pedig az idő elteltével leromlott, majd végül el is bontották. Mára nyoma sem maradt. 

## Oktatás

### Óvoda és Bölcsőde
Az óvoda 1954-ben nyitotta meg kapuit, Ságvár központjától nem messze, forgalomtól mentes és csendes utcában. Ságvár – Som – Nyim községek közigazgatási területén élő gyermekek bölcsődei és óvodai ellátását biztosítja. Az intézmény a BÓBITA nevet viseli, Weöres Sándor: A Tündér című verséből származtatott Bóbita tündérről kapta. Vezetője Szabóné Szóládi Tünde.
Jelenleg az óvoda 90 férőhellyel, három óvodai csoporttal rendelkezik, valamint kettő bölcsődei csoporttal, 24 férőhellyel várja az 1-3 éves gyermekeket. 2013 őszétől vegyes csoportokat szerveztek az intézményi dolgozók.
Egy pályázat segítségével 2010-ben alakították ki a bölcsődét az óvodában, ekkor bővült ki a bölcsődei feladatellátással. 2019-ben egy teljes körű felújítás és bővítés keretében új óvodai csoportszobával, tornateremmel, kiszolgáló helyiségekkel és egy újabb bölcsődei csoporttal bővült az intézmény. Az udvar fejlesztése, illetve bővítése 2020-ban fejeződött be a Magyar Falu pályázat segítségével és szülői összefogással.

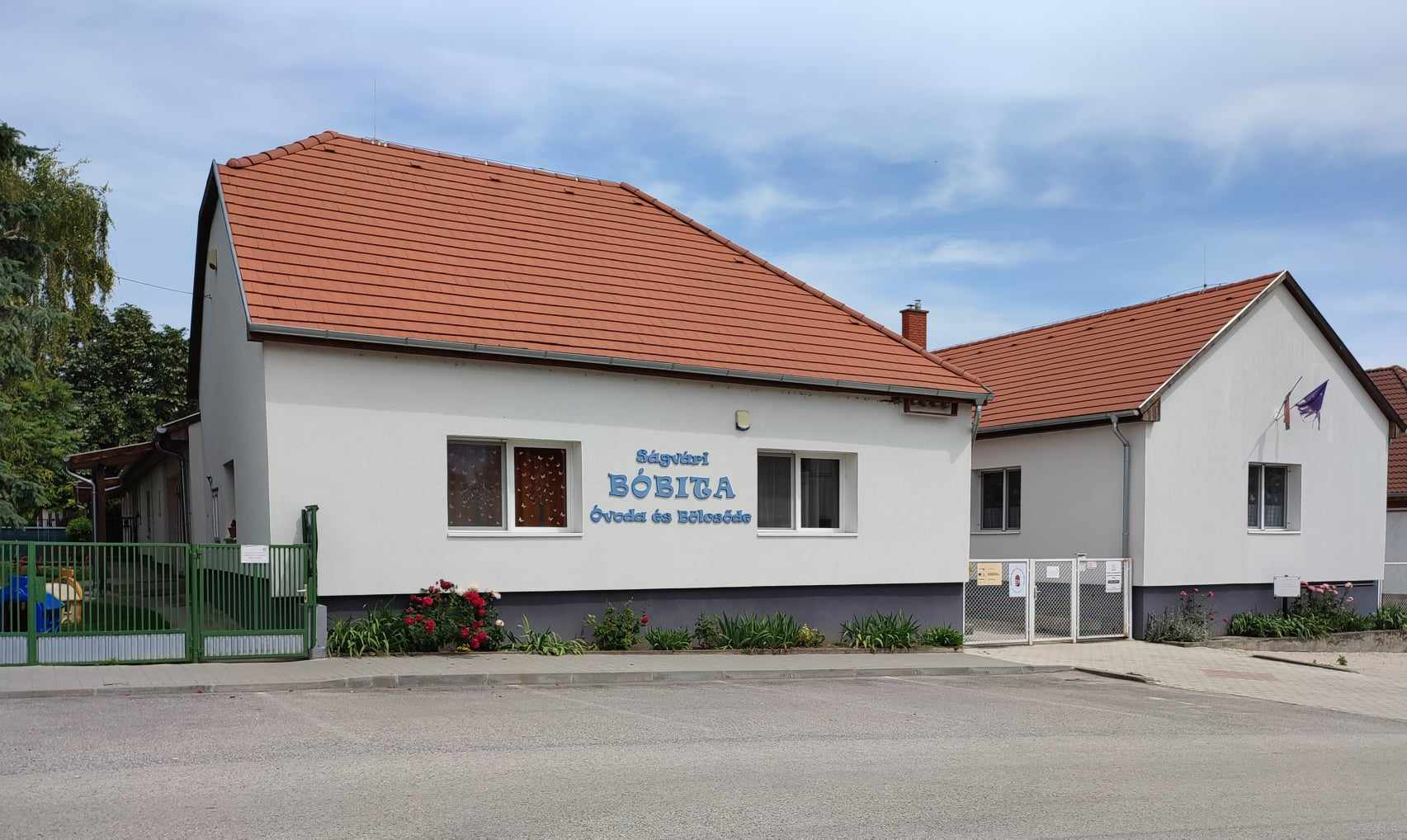
Bóbita Óvoda és Bölcsöde

Az intézményhez 350 fős konyha is tartozik, mely ellátja az óvodai, általános iskolai, munkahelyi, szociális étkeztetést és igény esetén lakossági ellátást is.

### Általános Iskola

#### Története
A Ságvári Szilády Áron Általános Iskola a község környékének legrégibb iskolája. Az alapítás pontos éve nem ismert, azonban a levéltári adatok alapján 1626 óta folyik a gyermekek nevelése, oktatása az egyház közreműködésével. 1949-ig az intézmény külön-külön református és katolikus népiskola volt, egészen az államosításig.
1998 márciusa óta viseli az iskola Szilády Áron nevét, aki a község szülötte, a XIX. század jellegzetes tudósa, a kor jól ismert és megbecsült személyisége volt. Egyszerre volt református lelkész, irodalomtörténész, nyelvész, orientalista, a Magyar Tudományos Akadémia tagja, külföldi egyetemek díszdoktora, tudományos társaságok tagja és díjak birtokosa.
A művészeti képzés elindulásától, 2004. szeptember 1-jétől: Szilády Áron Általános és Alapfokú Művészeti Iskola, 2013. január 1-jétől: Ságvári Szilády Áron Általános Iskola és Alapfokú Művészeti Iskola, majd 2021. szeptember 1-től Ságvári Szilády Áron Általános Iskola nevet viseli az intézmény, ezen időponttól kezdve a művészeti oktatás a Siófoki Vak Bottyán János Általános Iskola és Alapfokú Művészeti Iskola égisze alatt folyik tovább az intézményben. Igazgatója Gombai Marianna.
A szakmai alapdokumentumnak megfelelően az iskola köznevelési és egyéb alapfeladata:
– általános iskolai nevelés, oktatás:
- nappali rendszerű iskolai oktatás,
- alsó tagozat, felső tagozat,
- sajátos nevelési igényű tanulók integrált nevelése-oktatása.

Beiskolázási körzete Ságvár mellett Som, Nyim, illetve körzeten kívüli tanulóink is vannak.

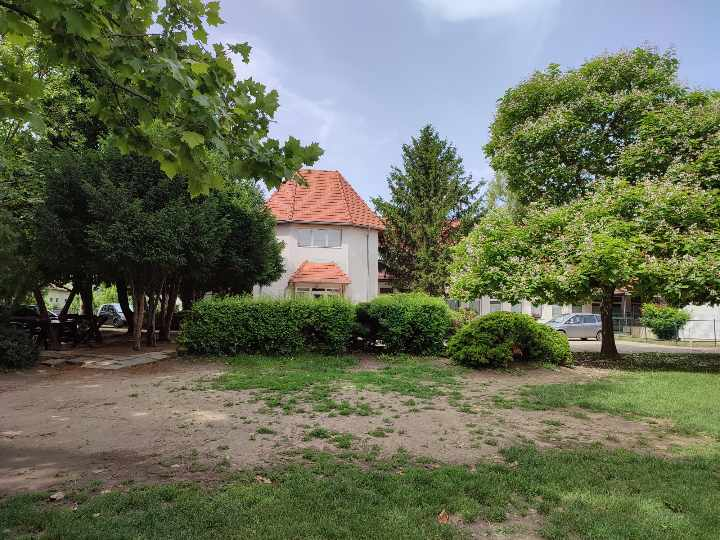
Szilády Áron Általános Iskola

#### Épületei
Alsó épület: 1871-ben épült, ezzel a legrégebbi része az intézménynek. 1956-ban, majd 2011-ben, 2018-ban és 2019-ben ment keresztül nagy volumenű felújításon, melynek keretein belül megújult a tetőzet, a nyílászárók illetve a hőszigetelés. 3 tanteremmel (amely közül egy nyelvi labor, valamint 1 technikaterem) 2 könyvtárszobával, 1 tankonyhával és 1 akadálymentes mosdóval rendelkezik.
Középső épület: 1951-ben a tanulólétszám növekedése véget volt szükség az épületrész megépítésére. Itt két darab tanterem illetve egy szertár található. 2011-12 között megtörtént az épület hőszigetelése, tetőcseréje és részben a nyílászárók cseréje. 2018-ban ez az épületrész is megújult, a burkolatot illetően.
Felső épület: 1972-ben épült az intézmény nyugati szárnyaként. 3 tanteremmel (amelyből az egyik 1997 augusztusa óta számítástechnika teremként működik) rendelkezik, illetve itt található még az iskolatitkári iroda és két vizesblokk.
Torony: 1987-ben épült, a felső épület déli szomszédságába. Itt egy tanterem, a tanári szoba, az igazgatói iroda, egy vizesblokk, és egy raktár került kialakításra. Majd 2000 szeptemberében került átadásra 2 db tanterem és 3 vizesblokk a tetőtér beépítésével az emeleten.
Tornaszoba: 1997 nyarán került átadásra a középső épület keleti szomszédságába tervezett tornaszoba 135 m²-es épülete (két öltözővel, szertárral és 2 vizesblokkal). Pályázat útján megtörtént 2021-ben az épület energetikai felújítása, melynek során megvalósult a nyílászárócsere, illetve a fűtési rendszer korszerűsítése.
1989-ben épült  az iskola udvarára a leaszfaltozott 1100 m² sportpálya, amely 2022 tavaszán műanyagborítást kapott, illetve megújult kerítése is.

## Képek

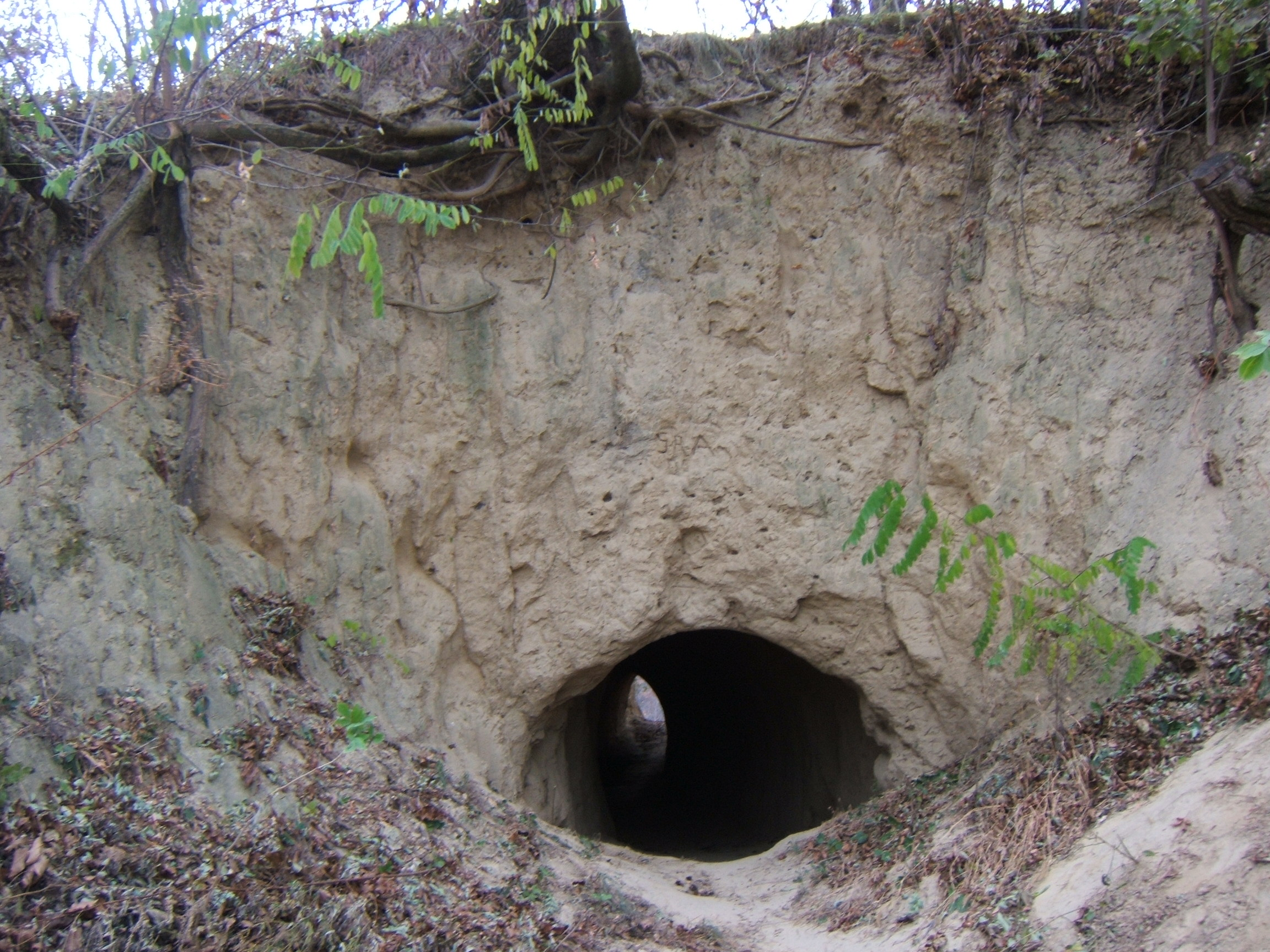
A Lyukas-domb (Búvó lik)

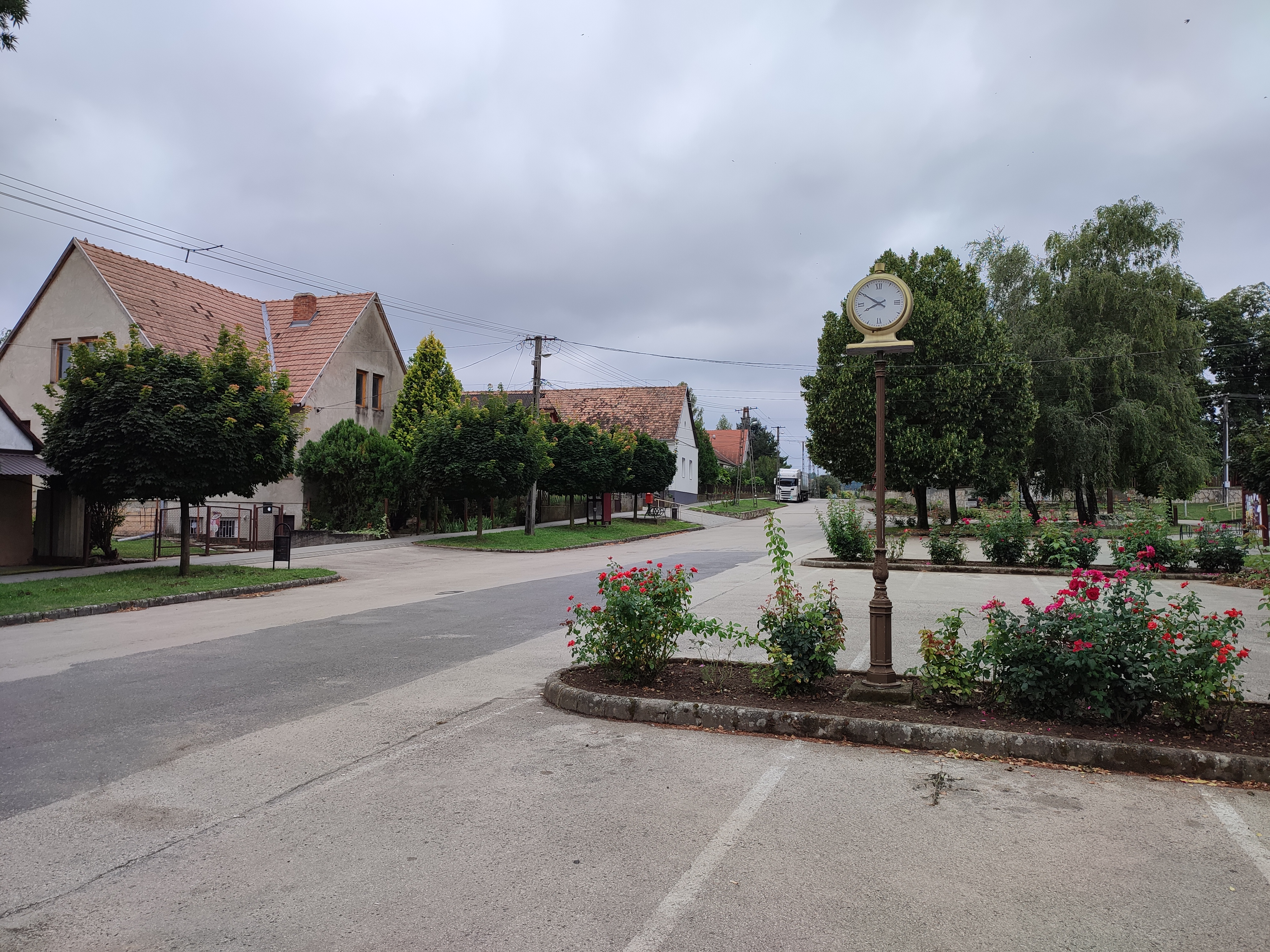
Ságvár főtere, háttérben az általános iskolával
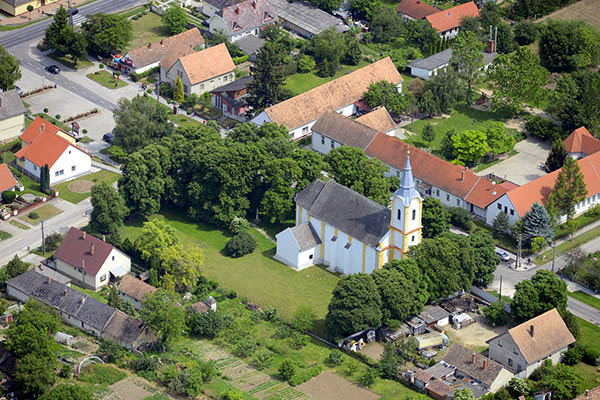
A katolikus templom
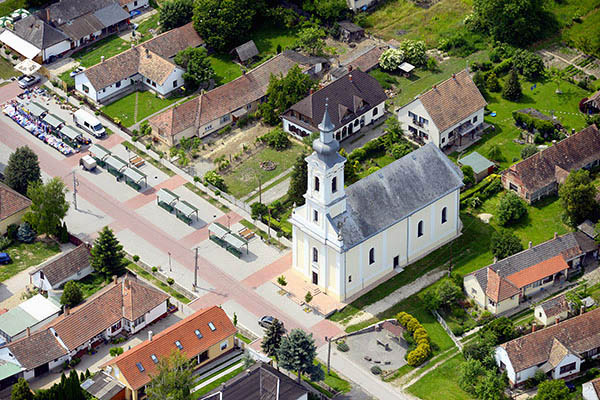
A református templom, és a református templomi piactér
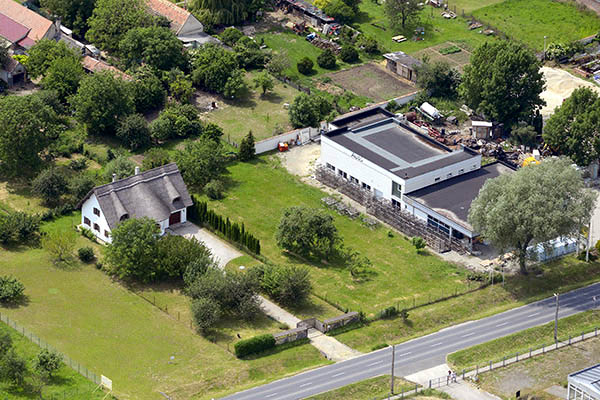
A 65-ös főút
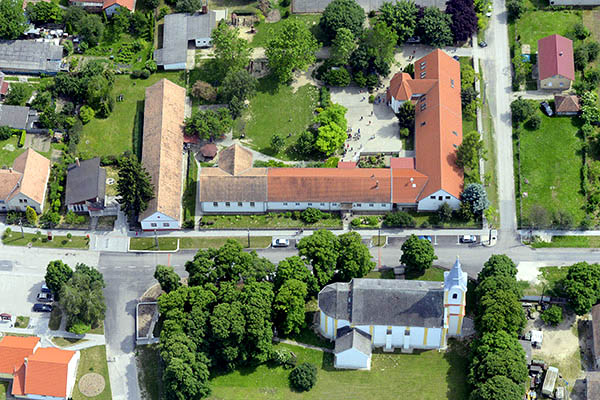
A ságvári általános iskola
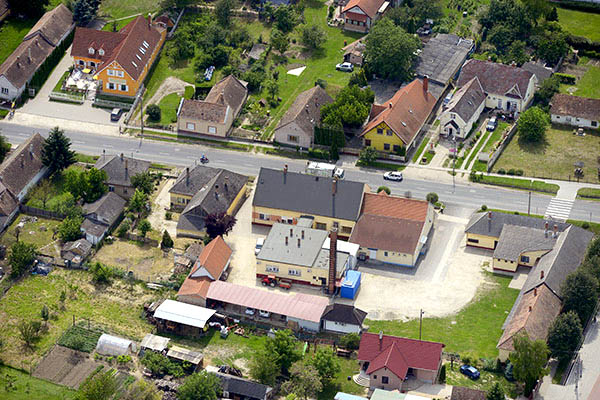
Az önkormányzati épület a főút mentén
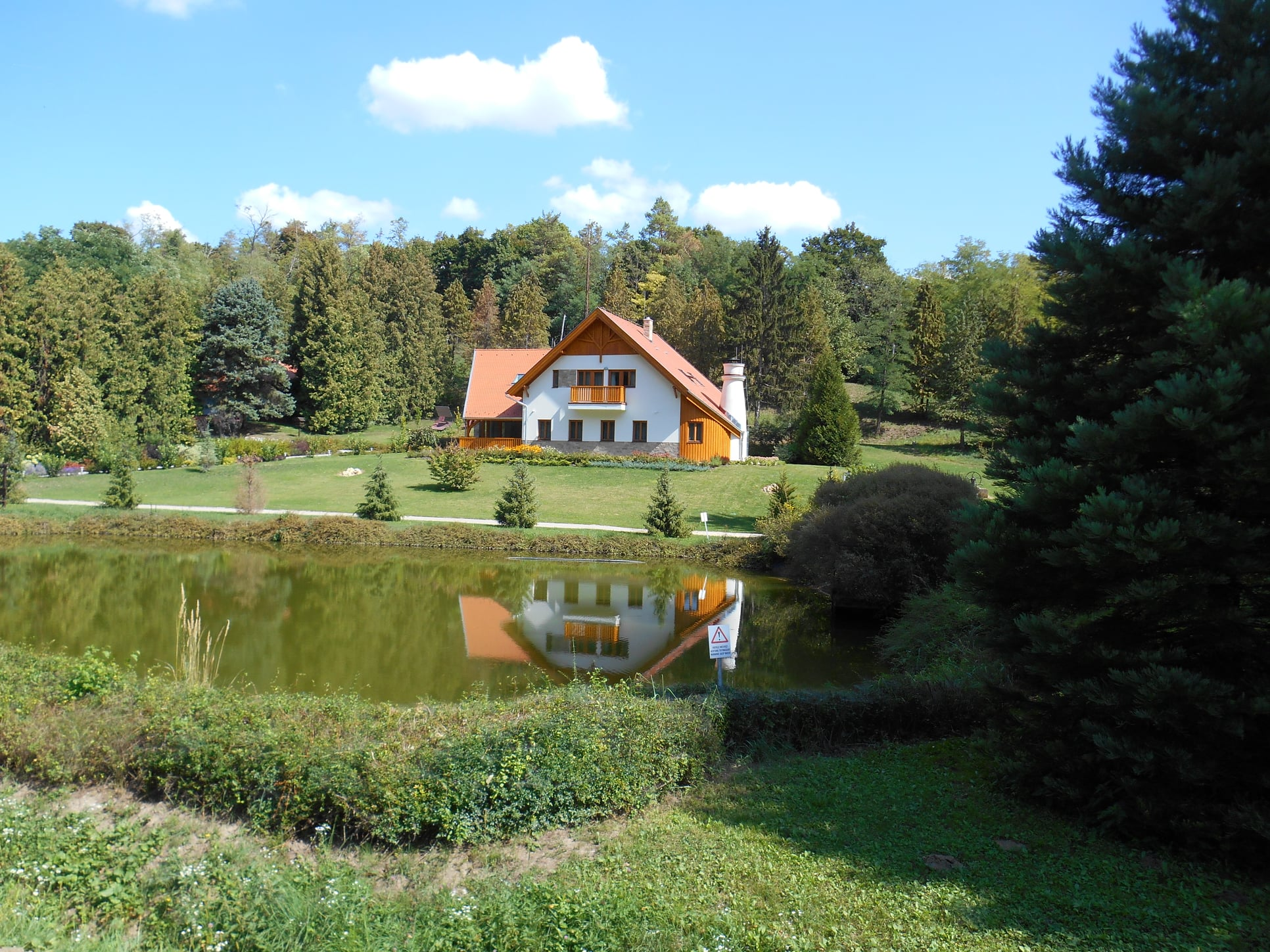
Az aliréti vadászház
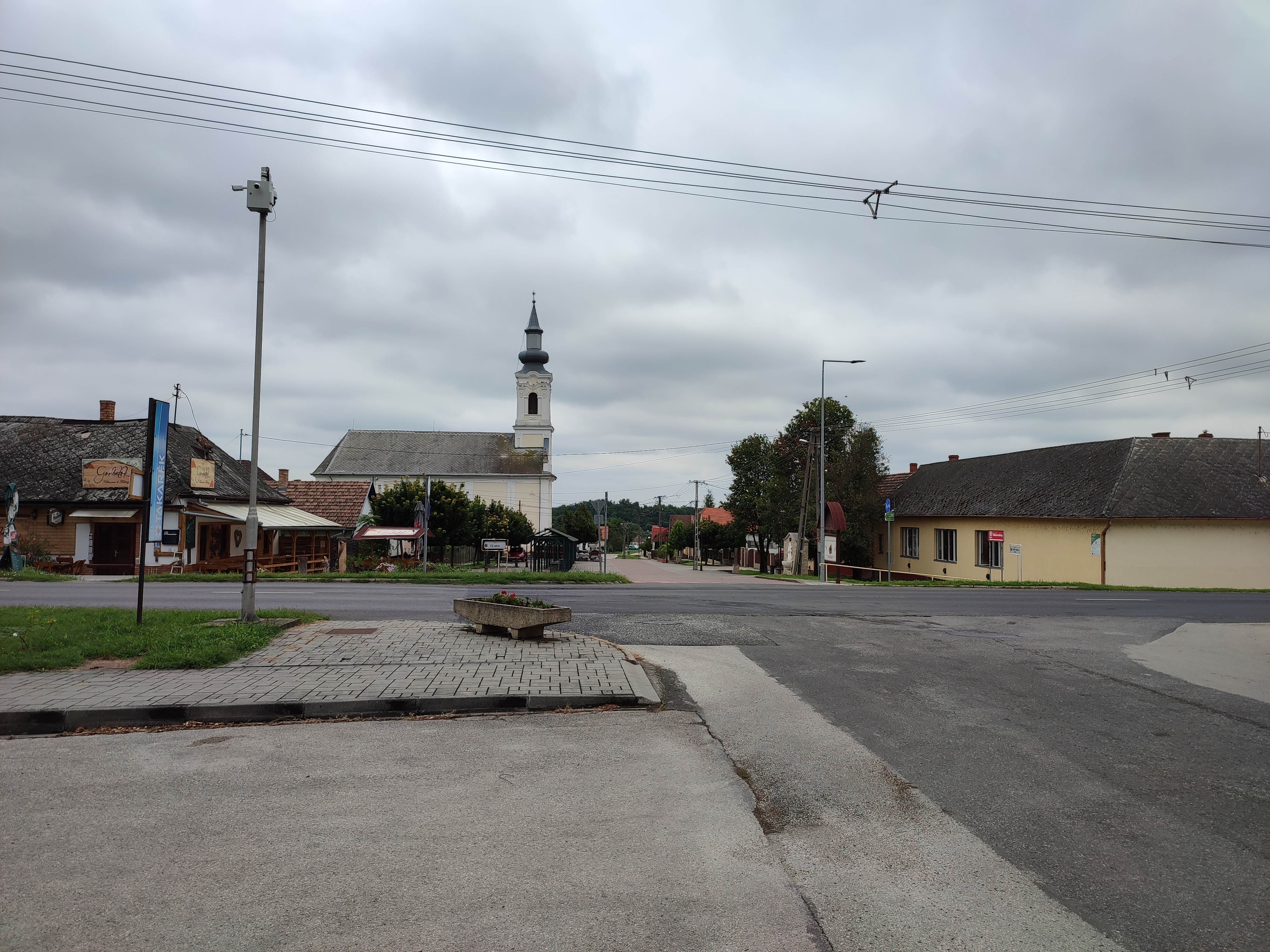
A katolikus templom
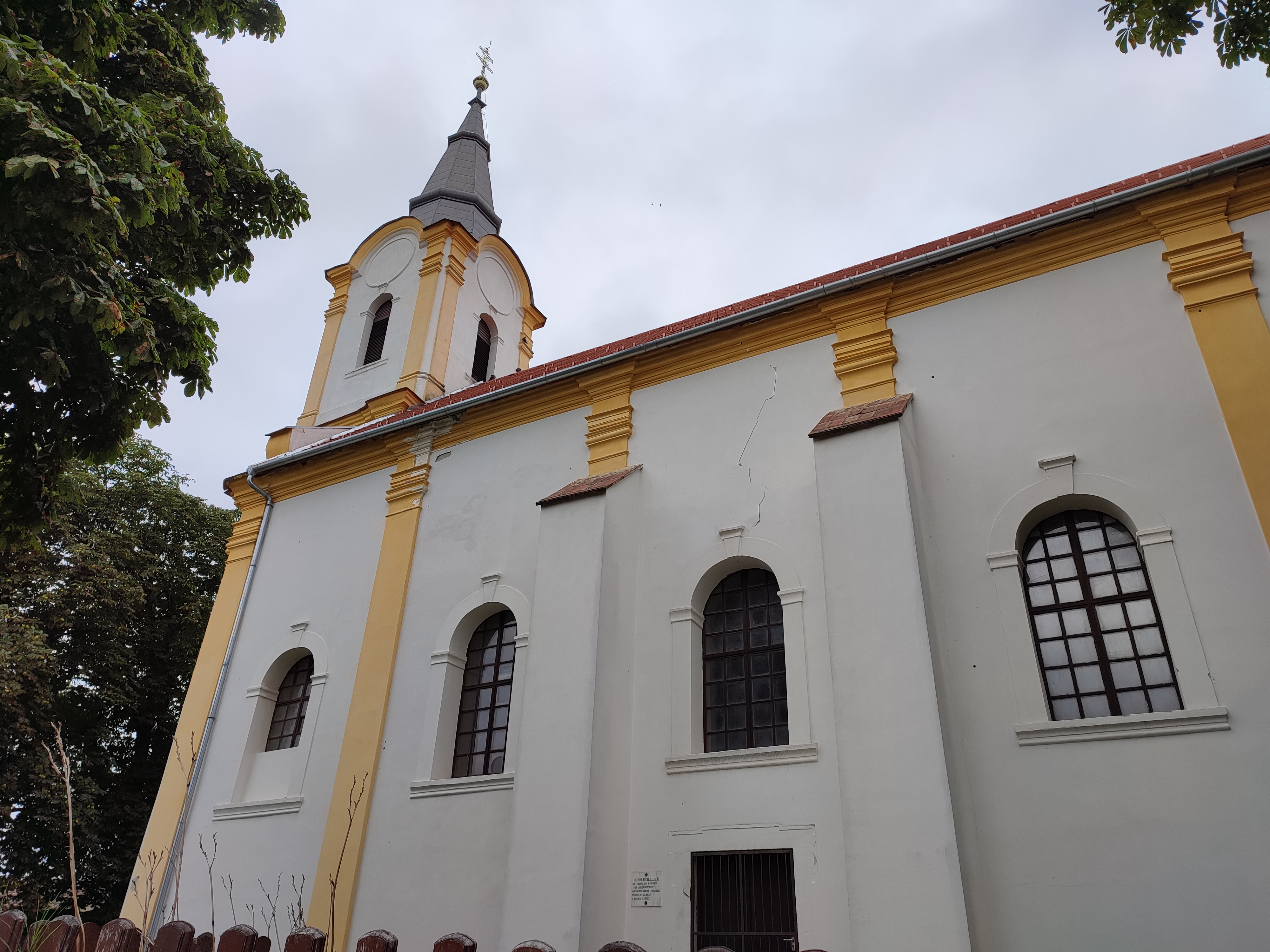
A református templom, és a református templomi piactér
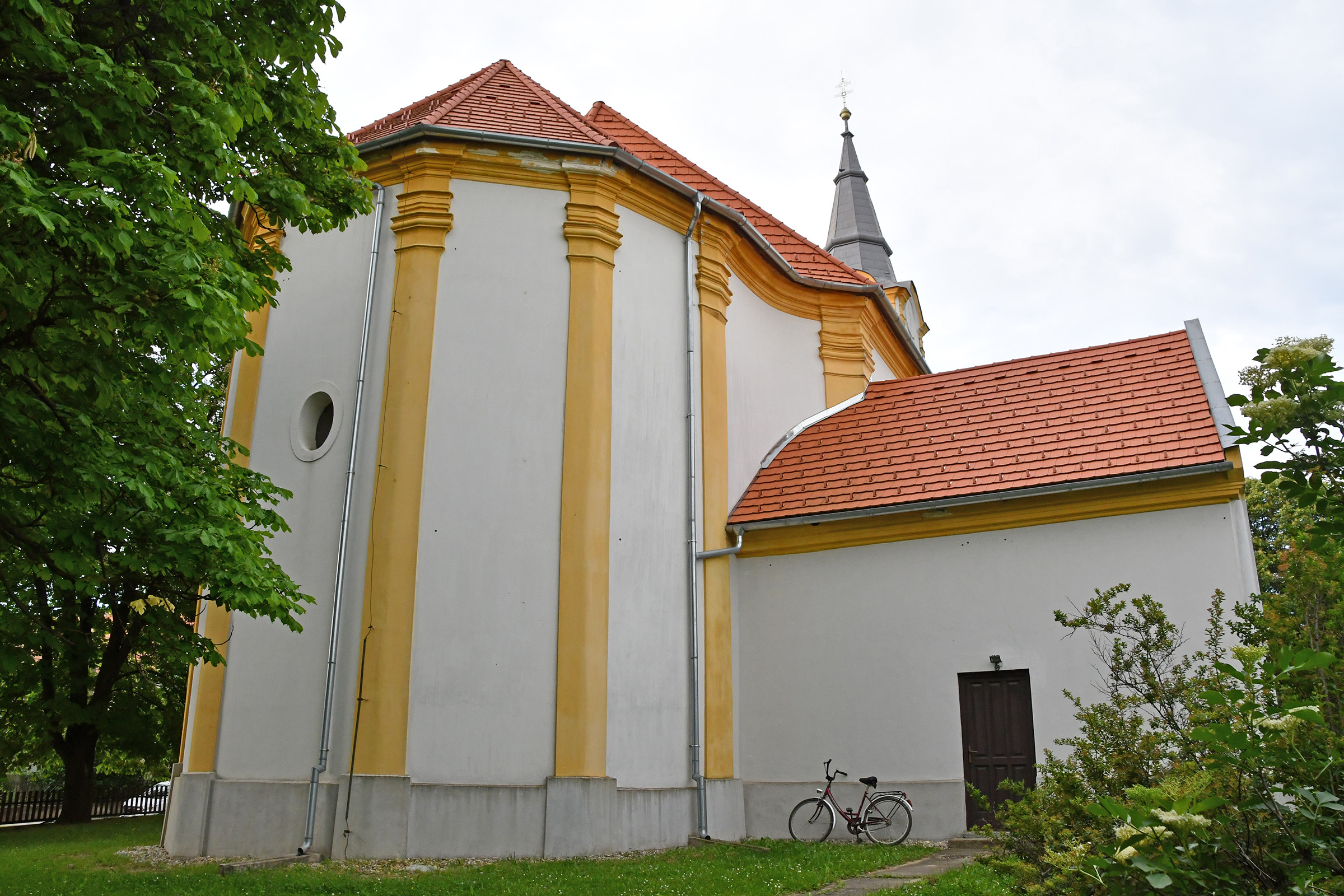
A katolikus templom
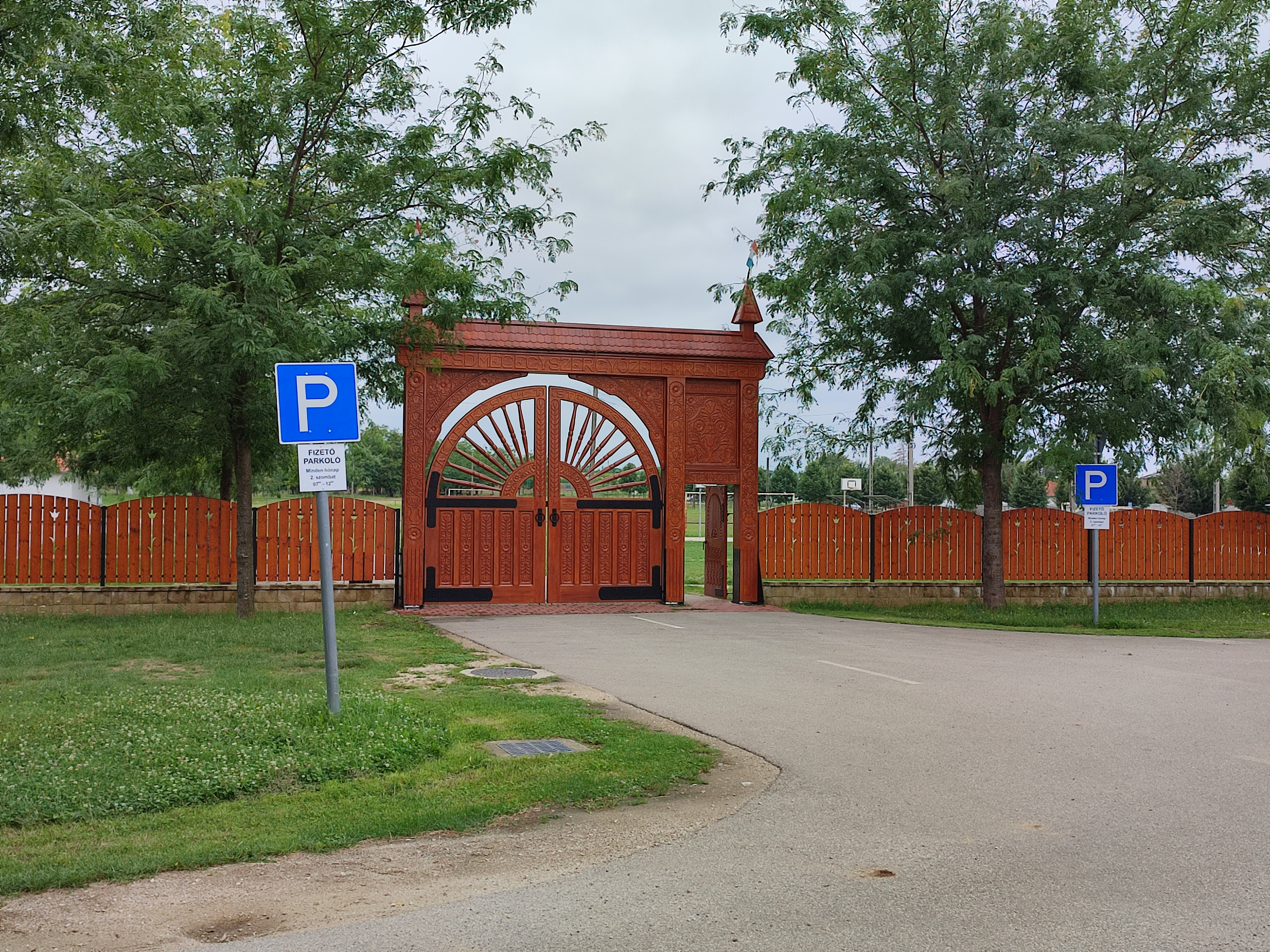
Az ország egykori legnagyobb székelykapuja
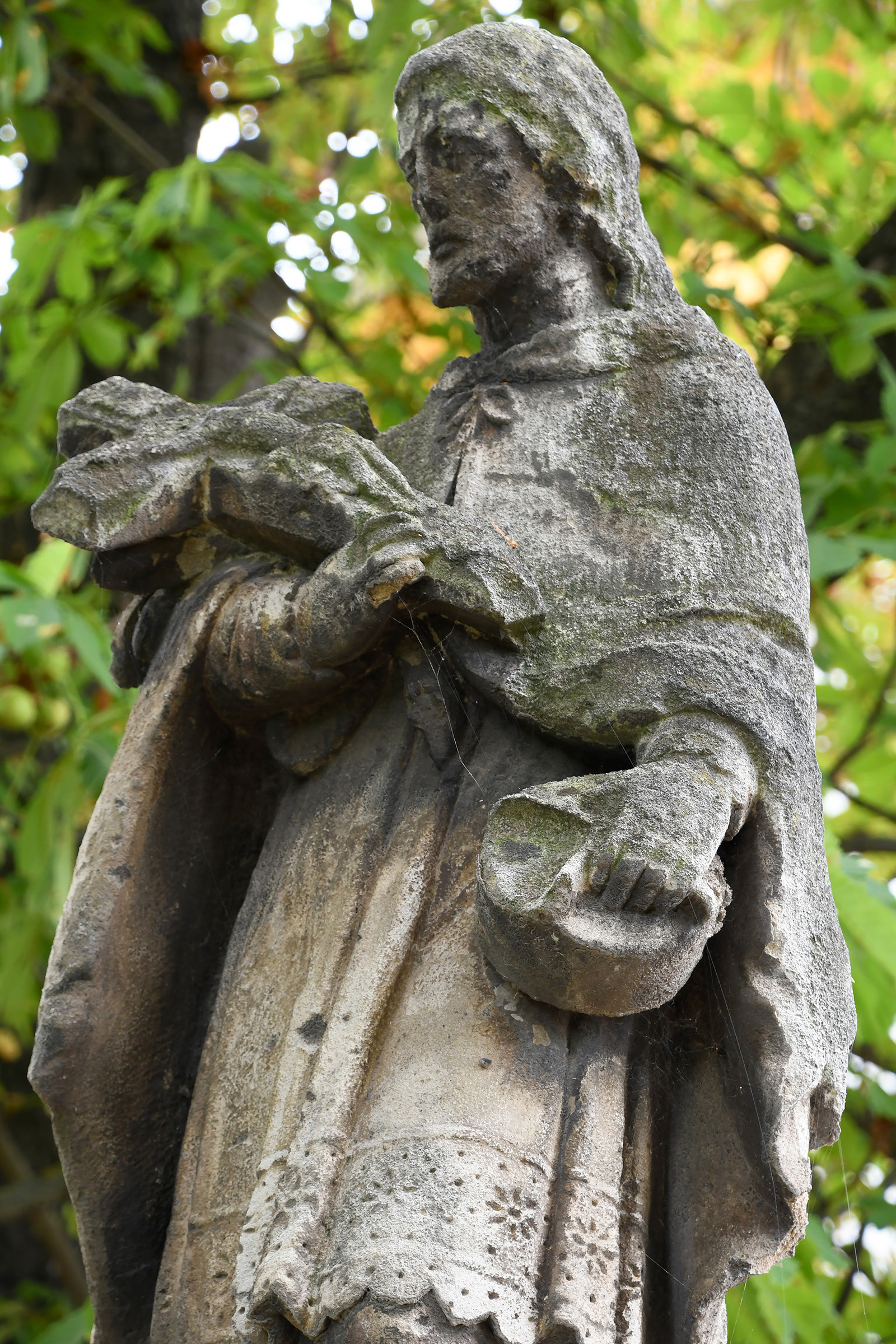
Nepomuki Szent János-szobor a templomkertben

- A 65-ös főút
- A ságvári általános iskola
- Az önkormányzati épület a főút mentén
- Az aliréti vadászház

## Híres emberek
- Itt szolgált Szilády László (Kiskunhalas, 1812. április 15. – Kiskunhalas, 1862. június 7.) református lelkész.
- Itt született Szilády Áron (Ságvár, 1837. november 3. – Kiskunhalas, 1922. március 20.) nyelvész, irodalomtörténész, akadémikus
- Itt született Szilády János (Ságvár, 1839. április 6. – Bácsfeketehegy, 1889. április 1.) református lelkész.
- Itt született Lukács József (Ságvár, 1932. november 14. – Budapest, 2006. június 11.) országgyűlési képviselőjelölt, politikus, villamosmérnök[40]
- Itt született Ruisz György (Ságvár, 1922. február 28. –  Kaposvár, 1994. december 18.) festő[40]
- Itt született Pap Ervin (Ságvár, 1959. december 12. –) szülész-nőgyógyász szakorvos, egészségügyi szakmenedzser, orvos, országgyűlési képviselőjelölt[40]
- Itt született Tóth Imre (Ságvár, 1844. február 27. – Selmecbánya, 1928. január 27.) magyar orvos, akadémiai tanár[41]
- Itt hunyt el Lőrincz Mátyás (Nagyvárad, 1921. január 4. – Ságvár, 1944. november 5.) második világháborús pilóta